# Barack Obama
Barack Hussein Obama II (Honolulu, 4 de agosto de 1961) é um advogado e político norte-americano que serviu como o 44.º presidente dos Estados Unidos de 2009 a 2017, sendo o primeiro afro-americano a ocupar o cargo. Nascido em Honolulu, no Havaí, Obama é graduado em ciência política pela Universidade Columbia e em direito pela Universidade de Harvard, onde foi presidente da Harvard Law Review. Também atuou como organizador comunitário, advogado na defesa de direitos civis e ensinou direito constitucional na escola de direito da Universidade de Chicago entre 1992 a 2004. Obama representou por três mandatos o 13.º distrito no Senado de Illinois entre 1994 a 2004, tentando eleger-se, sem sucesso, ao Congresso dos Estados Unidos em 2000.
Em 2004, após vencer a primária democrata da eleição para o Senado em Illinois, Obama foi convidado para fazer o discurso principal da Convenção Nacional Democrata daquele ano, e, com isso recebeu atenção nacional da mídia. Em novembro, foi eleito Senador com quase 70% dos votos. Obama começou sua campanha presidencial em 2007 e em 2008, depois de uma acirrada disputa nas primárias do partido com Hillary Clinton, conseguiu apoio suficiente para ganhar a nomeação do Partido Democrata para a presidência dos Estados Unidos. Ele derrotou o candidato republicano John McCain na eleição geral de novembro, tendo sido empossado presidente em 20 de janeiro de 2009. Nove meses depois, ganhou o Nobel da Paz.
Durante seu primeiro mandato, Obama sancionou propostas de estímulo econômico e outras iniciativas em resposta à Grande Recessão e à crise financeira. Outras importantes iniciativas nacionais neste período incluem a aprovação e sanção da Lei de Proteção e Cuidado ao Paciente, projeto este que passou a ser chamado de Obamacare, e revogou a política "Não pergunte, não conte". Na política externa, Obama ordenou o fim do envolvimento norte-americano na Guerra do Iraque, aumentou a quantidade de tropas no Afeganistão, assinou tratados de controle de armas com a Rússia, autorizou uma intervenção armada na Guerra Civil Líbia e ordenou uma operação militar no Paquistão que resultou na morte de Osama bin Laden.
Obama foi reeleito presidente em novembro de 2012, derrotando o republicano Mitt Romney, e foi empossado para um segundo mandato em 20 de janeiro de 2013. Durante seu segundo mandato, Obama promoveu políticas internas relacionadas com o controle de armas, em resposta ao tiroteio na escola primária de Sandy Hook e outros massacres, e defendeu a igualdade LGBT. No âmbito externo, a fim de conter a ameaça do grupo Estado Islâmico na região do Oriente Médio, ordenou a volta de tropas militares ao Iraque e autorizou ataques aéreos e navais na Síria. Além disso, continuou o plano de encerramento das operações de combate norte-americanas no Afeganistão, promoveu discussões que levaram ao Acordo de Paris de 2015 sobre mudanças climáticas globais, firmou um acordo nuclear com o Irã, e iniciou o processo de normalização das relações entre Cuba e EUA. Ao deixar a presidência, em janeiro de 2017, Obama tinha um índice de aprovação de 60% entre o povo americano, com seu governo também sendo bem avaliado entre os historiadores e acadêmicos.

## Início de vida e carreira
Barack Hussein Obama II nasceu em 4 de agosto de 1961 em Honolulu, Havaí. Sua mãe, Ann Dunham, era branca, de ascendência principalmente inglesa e nascida em Wichita, Kansas. Seu pai, Barack Obama, Sr., nasceu em Nyang’oma Kogelo, distrito de Siaya, Quênia, e era da etnia luo. Os pais de Obama conheceram-se em 1960 em uma aula de russo na Universidade do Havaí em Manoa, onde seu pai era um estudante bolsista. Casaram-se em 2 de fevereiro de 1961, em Wailuku, Havaí, onde o matrimônio entre pessoas de cores diferentes não era proibido. O casal separou-se quando, no final de 1961, Dunham mudou-se com seu filho recém-nascido para estudar na Universidade de Washington em Seattle por um ano. Durante este período, Obama Sr. completou sua graduação em economia no Havaí em junho de 1962, e depois concluiu um mestrado em economia pela Universidade Harvard. Seus pais divorciaram-se em março de 1964. Obama Sr. retornou ao Quênia, onde casou-se novamente, encontrando-se com o filho apenas mais uma vez antes de falecer em um acidente de automóvel em 1982.
Em 1963, Dunham conheceu Lolo Soetoro, um estudante indonésio de pós-graduação em geografia na Universidade do Havaí, com quem casou-se em 15 de março de 1965, em Molokai. Após duas prorrogações de seu visto, Lolo regressou à Indonésia em 1966. A família mudou-se para o país natal de Soetero em 1967, onde viveram inicialmente no sul de Jacarta, e, em seguida, a partir de 1970, em um bairro rico da área central da cidade.

### Educação
Dos seis aos dez anos, estudou em escolas locais de língua indonésia: Escola Católica São Francisco de Assis por dois anos e a Escola Pública Besuki por um ano e meio, complementando a língua inglesa na Escola Calvert e tendo aulas de sua mãe em casa.

Em 1971, Obama retornou a Honolulu para morar com seus avós maternos, Madelyn e Stanley Dunham. Lá ele frequentou a Escola Punahou, uma escola preparatória privada, desde a quinta série do ensino elementar norte-americano até a graduação no ensino secundário, em 1979. Obama viveu com sua mãe e irmã no Havaí entre 1972 e 1975, enquanto Ann era estudante de pós-graduação em antropologia na Universidade do Havaí. Obama escolheu permanecer no Havaí com seus avós quando sua mãe e irmã retornaram a Indonésia em 1975. Ann passou a maior parte das próximas duas décadas na Indonésia, divorciando-se de Lolo em 1980 e tendo um PhD em 1992, antes de morrer, em 1995, no Havaí, sendo vitimada por câncer nos ovários.

Obama com sua meia-irmã, Maya Soetoro-Ng, sua mãe, Ann Dunham, e o avô, Stanley Dunham, em Honolulu, Havaí, no início dos anos 1970.

Sobre o início de sua infância, Obama recordou: "Que meu pai não parecia nada com as pessoas ao meu redor – que ele era negro como breu, minha mãe branca como leite – mal ficou registrado em minha mente". Refletindo mais tarde sobre seus anos em Honolulu, disse: "A oportunidade que o Havaí ofereceu – experimentar uma variedade de culturas num clima de respeito mútuo – tornou-se parte integrante da minha visão de mundo e uma base para os valores que eu tenho mais caros". Obama escreveu e falou sobre seu uso de álcool, maconha, e cocaína durante a adolescência, justificando que o fez para "empurrar para fora de minha mente as questões sobre quem eu era".
Após concluir o ensino secundário, Obama mudou-se para Los Angeles, Califórnia, em 1979, onde ingressou no Occidental College. Em fevereiro de 1981, Obama fez seu primeiro discurso público, pedindo para que a Occidental participasse do desinvestimento da África do Sul em resposta à política de apartheid daquele país. Em meados de 1981, Obama viajou para a Indonésia para visitar sua mãe e meia-irmã Maya, e visitou famílias de amigos da faculdade no Paquistão e na Índia por três semanas. Mais tarde naquele ano, transferiu-se para Columbia College, da Universidade de Columbia, na cidade de Nova Iorque, onde residiu em Upper West Side. Em 1983, Obama obteve o título de bacharel de artes em ciência política com especialidade em relações internacionais e literatura inglesa. No mesmo ano, foi trabalhar por um ano na empresa Business International Corporation, e em seguida para a organização sem fins lucrativos New York Public Interest Research Group. Em 1985, foi um dos líderes de um esforço para chamar atenção ao Metropolitano de Nova Iorque, que estava em mau estado na época. Obama viajou a várias estações de metrô para fazer as pessoas assinarem cartas endereçadas a autoridades locais e à Autoridade de Transporte Metropolitano.

### Organizador comunitário em Chicago e formação universitária
Em 1985, Obama mudou-se para Chicago para trabalhar como diretor do Projeto Comunidades em Desenvolvimento, uma associação comunitária religiosa originalmente composta por oito paróquias católicas em Roseland, West Pullman, e Riverdale, ao sul de Chicago. Ele trabalhou como organizador comunitário nesta associação de junho de 1985 a maio de 1988. Obama ajudou a criar um programa de treinamento para o trabalho, um programa de tutoria para a preparação para o estudo universitário, e outro para o estabelecimento de uma organização de defesa dos direitos de inquilinos na região de Altgeld Gardens. Obama também trabalhou como consultor e instrutor na fundação Gamaliel, um instituto de consultoria e treinamento para associações comunitárias. Em meados de 1988, viajou pela primeira vez para a Europa, onde permaneceu por três semanas, indo em seguida ao Quênia, ficando lá por cinco semanas e encontrando-se pela primeira vez com alguns de seus parentes paternos. Ele retornou ao Quênia em 1992 com sua noiva Michelle e sua irmã Auma, e em 2006 para uma visita ao local de nascimento de seu pai.
No outono de 1988, Obama entrou para a Harvard Law School, vivendo em Somerville, Massachusetts. Ao final do seu primeiro ano, foi escolhido editor da revista Harvard Law Review, presidente da revista em seu segundo ano e trabalhou como assistente de pesquisas do estudioso constitucional Laurence Tribe por dois anos e meio. Durante os verões, voltou para Chicago, onde trabalhou em escritórios de advocacia, como o Sidley Austin em 1989 e Hopkins & Sutter em 1990. Em 1991, retornou a Chicago após graduar-se com um Juris Doctor. A publicidade associada à sua eleição como o primeiro afro-americano presidente da Harvard Law Review ganhou a atenção da mídia nacional e resultou em um contrato e adiantamento para que ele escrevesse um livro sobre questões relacionadas à raça.

### Universidade de direito de Chicago e advogado dos direitos civis
Em 1991, em um esforço para contratar Obama para o seu corpo docente, a escola de direito da Universidade de Chicago ofereceu-lhe uma posição em pesquisa e um escritório onde poderia trabalhar no seu livro. Obama planejou terminá-lo em um ano, mas a tarefa consumiu muito mais tempo à medida que evoluiu para um livro de memórias. A fim de trabalhar sem interrupções, Obama e sua esposa viajaram para Bali, onde passou meses escrevendo. O manuscrito foi publicado como Dreams from My Father em 1995. Ele então ensinou direito constitucional na mesma instituição por doze anos, como docente e como professor sênior de 1996 a 2004.
De abril a outubro de 1992, Obama dirigiu a iniciativa Project Vote em Illinois. O projeto, voltado para o registro de eleitores, contava com dez funcionários e setecentos voluntários. Ele atingiu seu objetivo de registrar 150 mil dos 400 mil afro-americanos não registrados do Estado, motivando a revista Crain's Chicago Business a incluí-lo, em 1993, na sua lista de líderes promissores com menos de quarenta anos de idade.
Em 1993, juntou-se a Davis, Miner, Barnhill & Galland, um escritório de advocacia composto por treze advogados e especializado em litígios de direitos civis e desenvolvimento econômico de vizinhanças, trabalhando como associado por três anos, de 1993 a 1996. Entre 1996 a 2004 possuiu o título de counsel.
De 1994 a 2002, Obama serviu nos conselhos de administração da Woods Fund of Chicago e da Fundação Joyce. Também serviu no conselho de administração do Chicago Annenberg Challenge de 1995 a 2002, como presidente fundador e presidente do conselho de administração de 1995 a 1999.

## Carreira legislativa: 1997–2008

### Senador estadual: 1997–2004

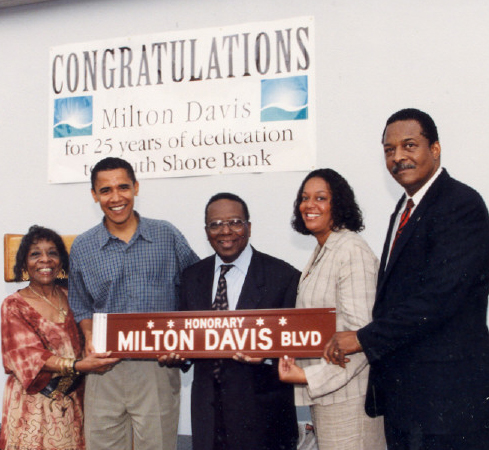
Obama e outros comemoram a nomeação de uma rua de Chicago em homenagem ao cofundador do ShoreBank Milton Davis, em 1998.

Obama foi eleito para o Senado de Illinois em 1996, representando o 13.º distrito, que abrangia parte do sul de Chicago. Obama sucedeu Alice Palmer, que decidiu concorrer ao Congresso dos Estados Unidos. Uma vez eleito, Obama ganhou apoio bipartidário para a aprovação de leis sobre ética e saúde. Ele patrocinou uma lei que aumentou os créditos fiscais para os trabalhadores de baixa renda, negociou uma reforma na previdência, e promoveu o aumento de subsídios destinados à assistência saúde de crianças.
Foi reeleito para o Senado de Illinois em 1998, vencendo o republicano Yesse Yehudah na eleição geral, e reelegeu-se novamente em 2002. Em 2000, perdeu a eleição primária democrata para o 1.º distrito congressional de Illinois da Câmara dos Representantes, sendo derrotado pelo então representante Bobby Rush por 61-30%.
Em janeiro de 2003, Obama foi escolhido presidente do Comitê de Saúde e de Serviços Humanos. Ele patrocinou e liderou a aprovação de uma legislação bipartidária para monitorar a discriminação racial, exigindo que a polícia registrasse a etnia dos motoristas detidos, tornando o Illinois o primeiro estado a obrigar a filmagem dos interrogatórios em casos de homicídio. Após ser eleito para o Senado dos Estados Unidos em novembro de 2004, Obama renunciou ao Senado de Illinois.

### Campanha para o Senado

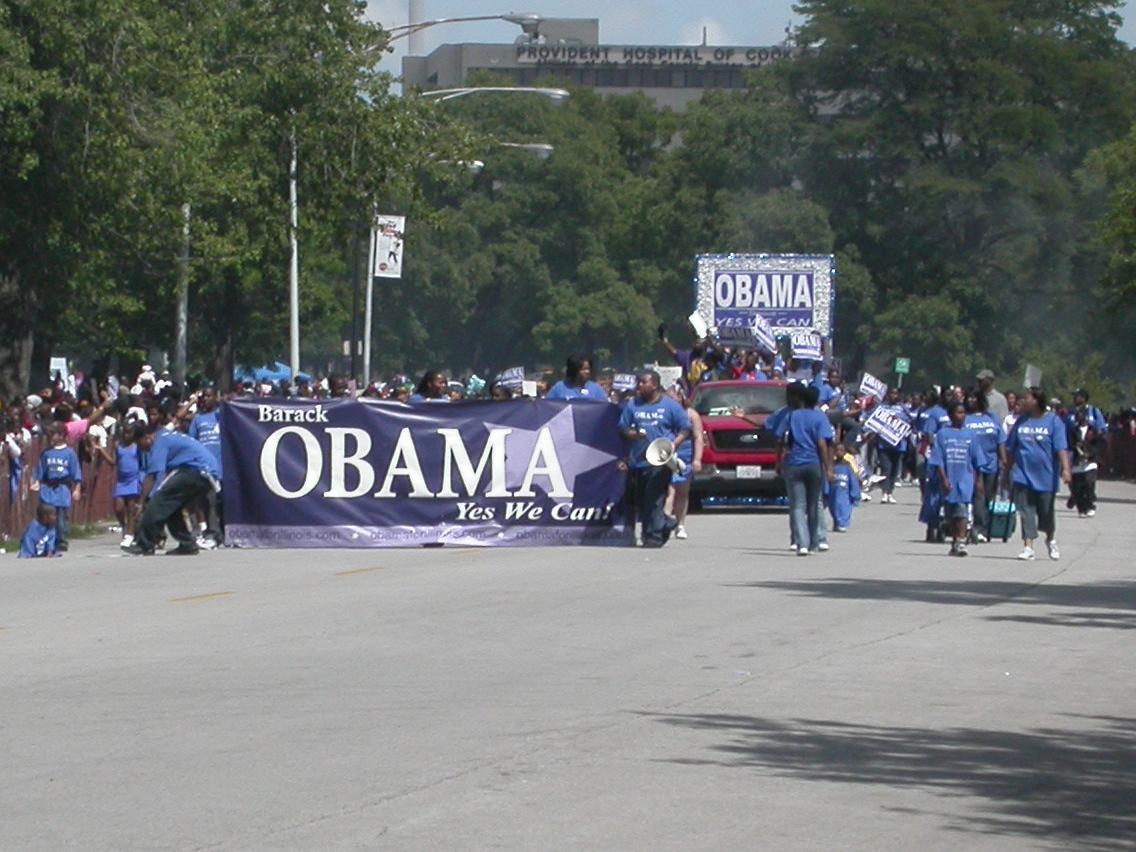
Partidários de Obama durante o desfile anual Bud Billiken Parade and Picnic, em 14 de agosto de 2004.

Em maio de 2002, Obama encomendou uma pesquisa para avaliar suas chances na eleição para o Senado em 2004. Ele criou um comitê de campanha, começou a levantar fundos, e alinhou-se ao consultor político David Axelrod em agosto de 2002. Obama anunciou formalmente sua candidatura ao Senado em janeiro de 2003.
Obama foi desde o começo contrário a Invasão do Iraque em 2003, autorizada pelo presidente George W. Bush. Em 2 de outubro de 2002, quando o presidente Bush e o Congresso concordaram com a resolução conjunta autorizando a Guerra do Iraque, Obama discursou no primeiro grande comício em Chicago sobre a guerra, e posicionou-se contrário a ela. Ele participou de outro comício antiguerra em março de 2003, quando disse à multidão que "não é tarde demais" para parar a guerra.
As escolhas de não concorrer na eleição feitas pelo senador republicano Peter Fitzgerald e por sua antecessora, a democrata Carol Moseley Braun, fizeram com que as primárias de ambos os partidos tivessem quinze candidatos. Na eleição primária realizada em março de 2004, a vitória inesperada de Obama fez com que ele se tornasse uma figura em ascensão dentro do Partido Democrata, começando a partir deste momento as especulações sobre uma futura candidatura presidencial, e levou a reedição de seu livro de memórias, Dreams from My Father. Em julho de 2004, Obama fez o principal discurso da Convenção Nacional Democrata daquele ano, sendo visto por 9,1 milhões de telespectadores. O discurso foi bem recebido e elevou seu status dentro do Partido Democrata.
O oponente esperado de Obama na eleição geral, o vencedor da primária republicana Jack Ryan, desistiu da eleição em junho de 2004 devido a um escândalo conjugal. Seis semanas depois, Alan Keyes aceitou o pedido do Comitê Republicano para substituir Ryan. Na eleição geral de novembro, Obama venceu com 69,97% dos votos.

### Senador dos Estados Unidos: 2005–2008

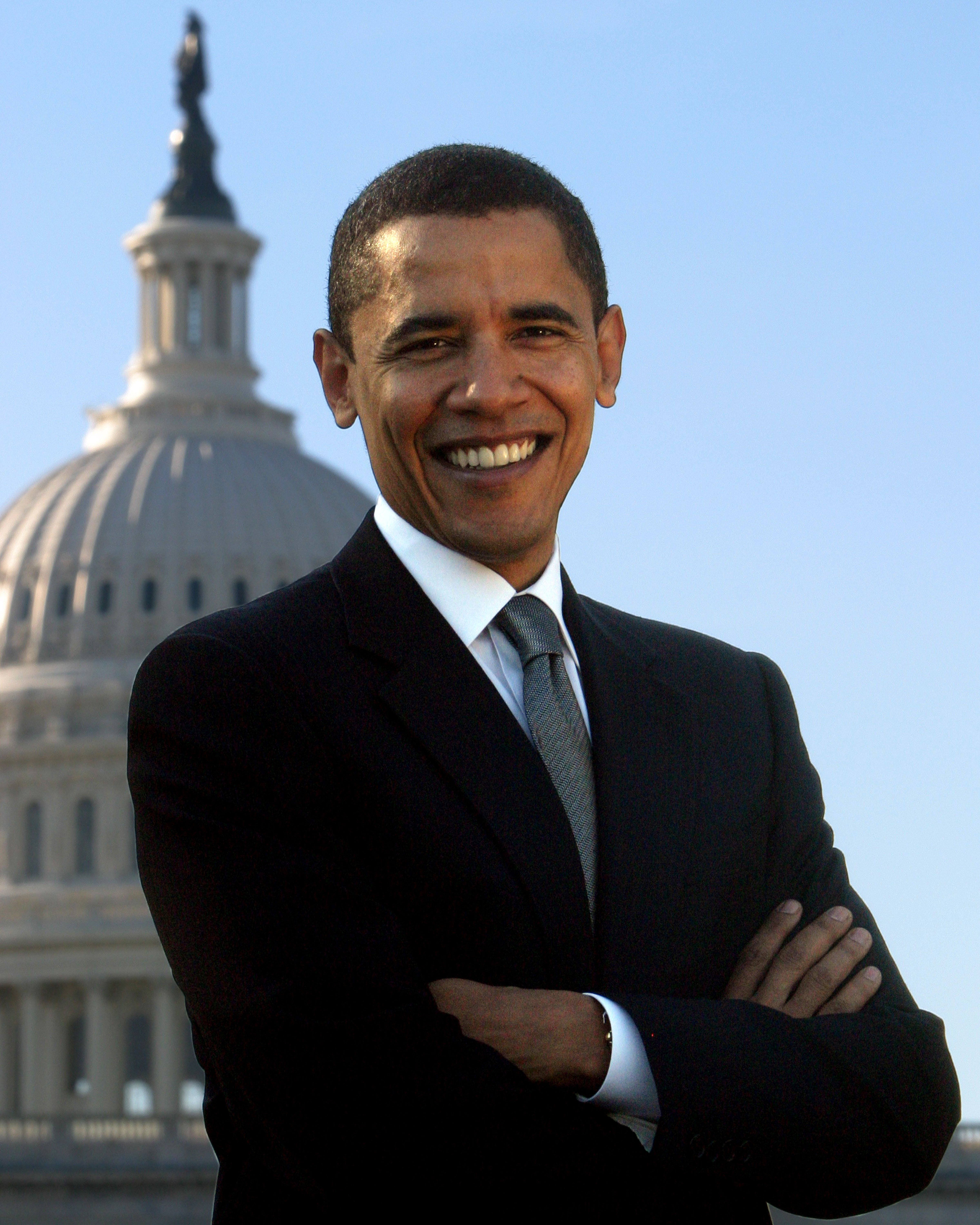
Obama em sua foto oficial como senador dos EUA.

Obama foi empossado como senador em 3 de janeiro de 2005, tornando-se o único senador membro do Congressional Black Caucus. Com base na análise de todos os votos de Obama enquanto senador entre 2005 e 2007, a CQ Weekly o caracterizou como um "Democrata leal". Obama anunciou em 13 de novembro de 2008 que iria renunciar a sua cadeira no Senado em 16 de novembro do mesmo ano, antes do início da sessão do pato manco, para se concentrar no período da transição para a presidência.

#### Iniciativas
Obama copatrocinou a Secure America and Orderly Immigration Act, uma mal sucedida tentativa de reforma na imigração. Ele apresentou duas iniciativas que ganharam o seu nome: Lugar-Obama, que foi sancionada pelo presidente Bush e expandiu a lei Nunn–Lugar, que trata da destruição de armas convencionais e armas de destruição em massa; e a  Coburn–Obama Transparency Act, que autorizou a criação do site USAspending.gov, fornecendo assim os gastos federais pela internet. Em 3 de junho de 2008, o senador Obama, juntamente com os senadores Tom Carper, Tom Coburn, e John McCain, apresentaram a Strengthening Transparency and Accountability in Federal Spending Act of 2008, cujo objetivo visava fortalecer a prestação de contas do governo.

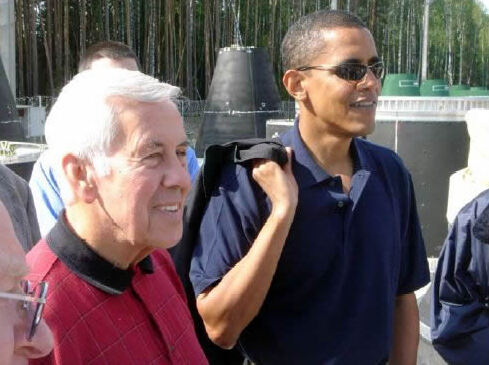
Obama e o senador Richard Lugar visitando uma instalação russa de desmantelamento de mísseis móveis, em agosto de 2005.

Obama patrocinou uma legislação que teria exigido que proprietários de usinas nucleares notificassem as autoridades estaduais e locais caso houvesse vazamentos radioativos, mas o projeto não conseguiu passar no plenário do Senado depois de ser fortemente modificado pela comissão.
Em dezembro de 2006, o presidente Bush sancionou uma lei que aumentou a ajuda dos Estados Unidos para a República Democrática do Congo, sendo está a primeira lei federal tendo Obama como seu principal patrocinador. Em janeiro de 2007, Obama e o senador Russ Feingold apresentaram uma emenda a Honest Leadership and Open Government Act proibindo candidatos a cargos federais e oficiais de seus comitês de viajarem em jatos corporativos sem pagar por seu custo; após a sanção de Bush em setembro de 2007, a lei restringiu a atuação de lobistas no Congresso. Obama também foi autor do Deceptive Practices and Voter Intimidation Prevention Act, um projeto de lei que criminalizaria práticas enganosas nas eleições federais, e o Iraq War De-Escalation Act of 2007, que tinha como meta remover todos os soldados americanos no Iraque até 31 de março de 2008.
Mais tarde, em 2007, Obama propôs uma emenda ao Defense Authorization Act com o objetivo de proteger temporariamente da demissão soldados com algum ferimento ou transtorno causado pela guerra; esta alteração foi aprovada pelo Senado na primavera de 2008. Obama patrocinou uma legislação propondo sanções contra o Irã, que tinham como objetivo incentivar o desinvestimento nos fundos de pensão estatais de petróleo e da indústria de gás, mas não foi aprovada pelo comitê; e copatrocinou uma legislação para reduzir os riscos do terrorismo nuclear. Obama também patrocinou uma emenda do Senado ao State Children's Health Insurance Program, oferecendo um ano de proteção do emprego para os familiares que cuidam de soldados com ferimentos relacionados ao combate.

## Campanhas presidenciais

### Eleição presidencial de 2008

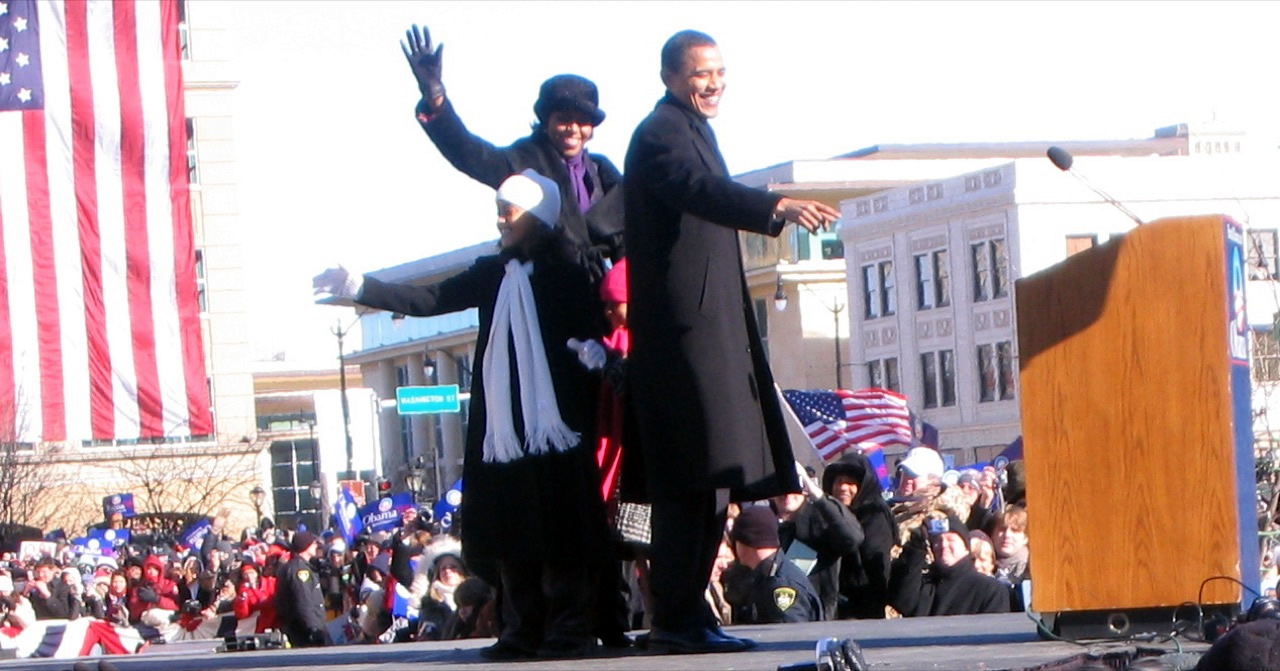
A família Obama pouco antes de anunciar a candidatura de Barack Obama à presidência em Springfield, Illinois, em 10 de fevereiro de 2007.

Em 10 de fevereiro de 2007, Obama anunciou sua candidatura à presidência dos Estados Unidos em frente ao edifício Old State Capitol, em Springfield, Illinois. A escolha do local do anúncio da candidatura foi vista como simbólica porque foi ali que Abraham Lincoln proferiu o "Discurso da Casa Dividida", em 1858, quando aceitou ser o candidato do Partido Republicano ao senado por Illinois. Obama enfatizou que iria acabar rapidamente com a Guerra do Iraque, aumentaria a independência energética, faria com que os serviços de saúde fossem universais, e os seus temas de campanha foram "esperança" e "mudança".
Um grande número de candidatos buscaram receber a indicação presidencial democrata. A primária foi reduzida para um acirrado duelo entre Obama e a senadora Hillary Clinton após as primeiras disputas, mas tendo Obama com o maior número de delegados devido ao seu melhor planejamento de longo prazo, maior captação de recursos, uma organização dominante nos caucus estaduais e a melhor exploração das regras de alocação de delegados. A primária ficou decidida em fins de maio, quando o Obama ultrapassou os delegados necessários para lhe garantir a nomeação. No dia 7 de junho, Hillary encerrou sua campanha e declarou apoio a Obama.

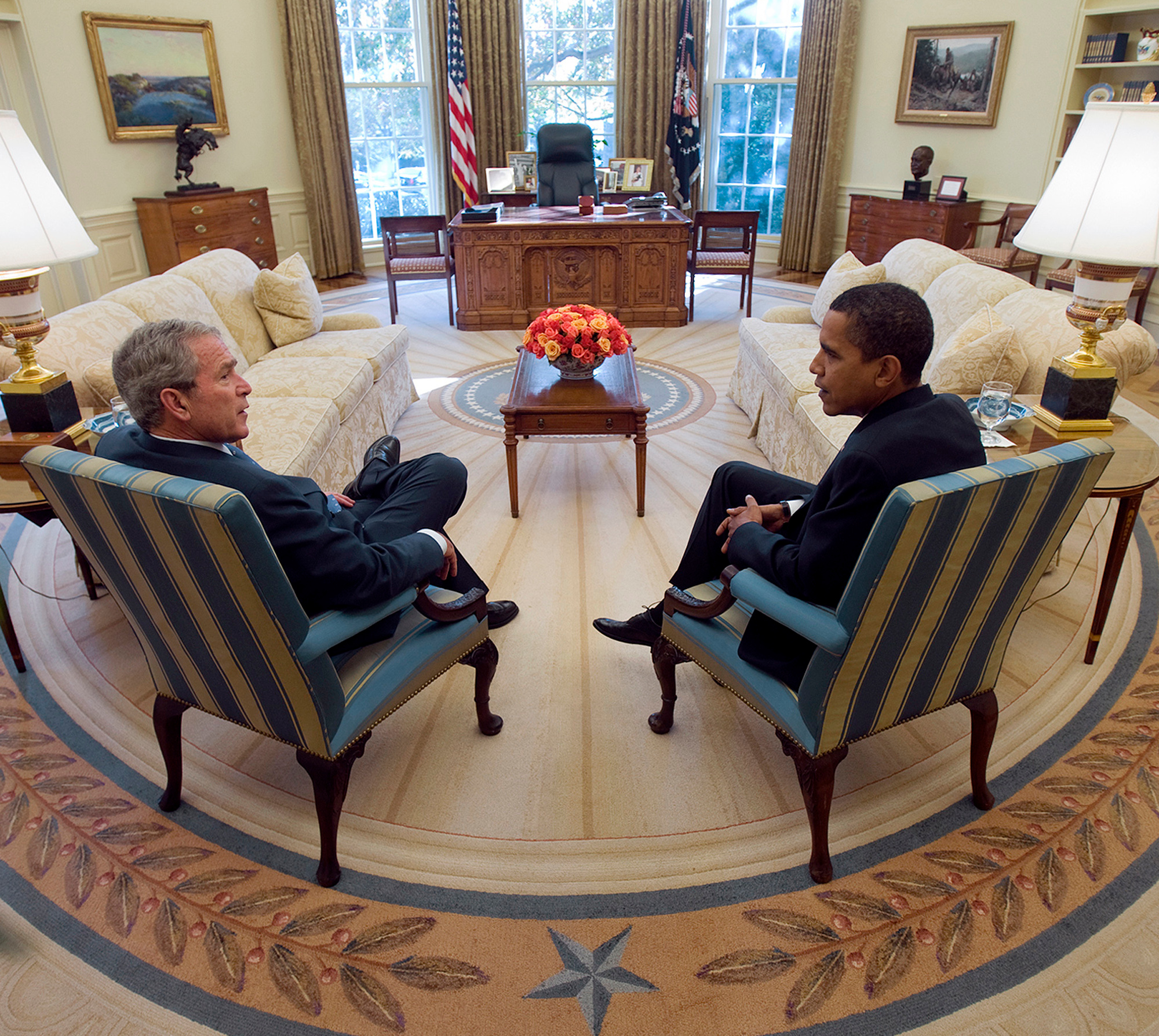
O presidente George W. Bush se reúne com o presidente eleito Obama no Salão Oval, em 10 de novembro de 2008.

Em 23 de agosto, Obama anunciou a escolha de Joe Biden, senador por Delaware desde 1973, como seu candidato à vice-presidência. Na Convenção Nacional Democrata em Denver, Colorado, Hillary Clinton pediu para que seus partidários apoiassem Obama, e ela e o ex-presidente Bill Clinton fizeram discursos na convenção em seu apoio. Obama fez o discurso de aceitação como o candidato do Partido Democrata no estádio Sports Authority Field at Mile High para uma multidão de mais de 75 000 pessoas; o discurso foi visto por mais de 38 milhões de telespectadores norte-americanos.
Tanto nas primárias como na eleição geral, a campanha de Obama estabeleceu vários recordes de captação de recursos, principalmente na quantidade de pequenas doações. Em 19 de junho de 2008, Obama se tornou o primeiro candidato presidencial de um partido principal a recusar o financiamento público de campanha desde que o sistema foi criado em 1976.
John McCain foi nomeado o candidato do Partido Republicano e os dois participaram de três debates presidenciais em setembro e outubro de 2008. Em 4 de novembro, Obama ganhou a presidência com 365 votos no colégio eleitoral, contra os 173 de John McCain. Obama recebeu 52,9% dos votos populares e McCain ficou com 45,7%. Obama obteve 69,4 milhões de votos, sendo o presidente mais votado da história dos Estados Unidos e o segundo presidente mais votado do mundo. Com sua eleição, tornou-se o primeiro afro-americano a ser eleito presidente dos EUA, bem como o quinto mais jovem.

### Eleição presidencial de 2012

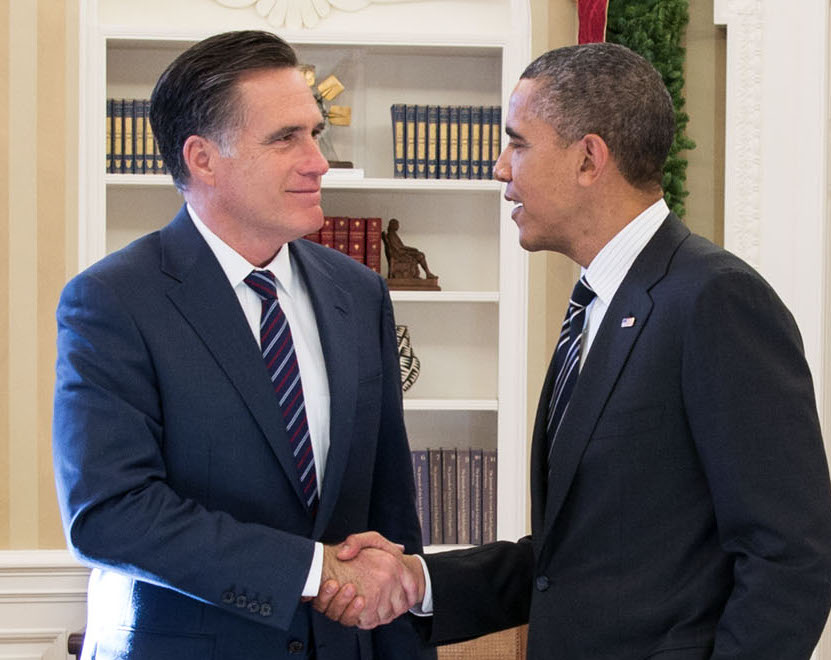
Mitt Romney e Obama no Salão Oval em 29 de novembro de 2012, após a primeira reunião entre os dois desde a reeleição de Obama.

Em 4 de abril de 2011, Obama anunciou formalmente sua campanha à reeleição em 2012 com um vídeo intitulado "It Begins with Us", que postou em seu site, e apresentou documentos eleitorais para a Comissão Eleitoral Federal. Como sendo o presidente em exercício, ele concorreu praticamente sem oposição nas primárias presidenciais do Partido Democrata.
Na Convenção Nacional Democrata em Charlotte, Carolina do Norte, o ex-presidente Bill Clinton nomeou formalmente Obama e Biden como os candidatos do Partido Democrata para presidente e vice-presidente na eleição geral, em que os seus principais adversários foram os republicanos Mitt Romney, ex-governador de Massachusetts, e o representante Paul Ryan de Wisconsin.
Em 6 de novembro de 2012, Obama ganhou 332 votos no colégio eleitoral, superando os 270 votos necessários para que fosse reeleito presidente. Com 51,1% dos votos populares, Obama tornou-se o primeiro presidente democrata desde Franklin Delano Roosevelt a ganhar duas vezes a maioria dos votos populares. O presidente Obama dirigiu-se aos apoiantes e voluntários no McCormick Place, em Chicago, após o anúncio da sua reeleição e disse: "Hoje à noite você votou pela ação, não pela política como de costume. Você nos elegeu para nos concentrarmos em seus trabalhos, não nos nossos. E eu estou ansioso para nas próximas semanas e meses trabalhar com líderes de ambos os partidos para enfrentar os desafios que só juntos nós podemos resolver".

## Presidência

### Primeiros dias

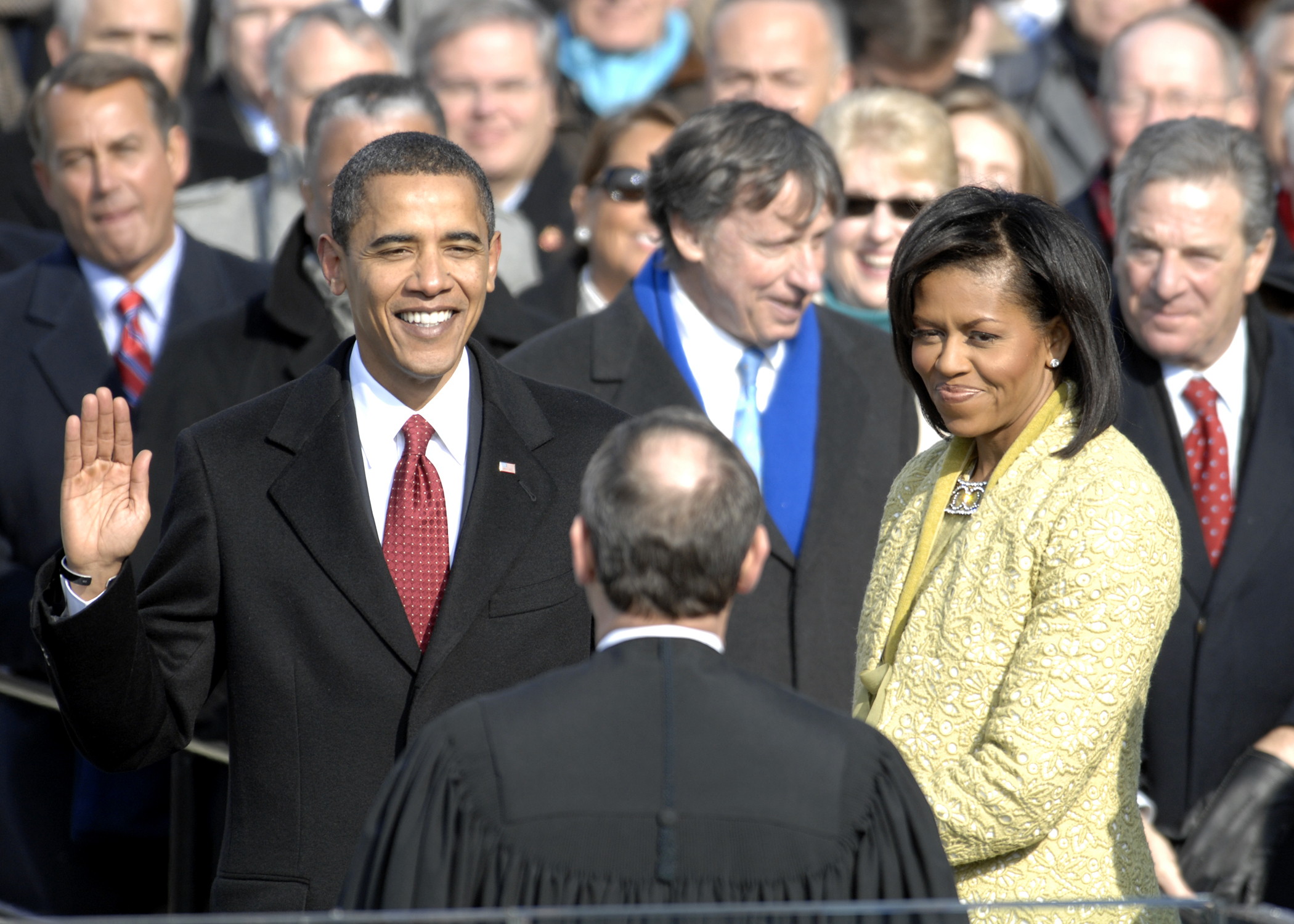
Obama faz o juramento de posse como presidente, em 20 de janeiro de 2009.

Obama foi empossado como o 44.º presidente em 20 de janeiro de 2009. Em seus primeiros dias de mandato, Obama emitiu decretos e memorandos presidenciais para que as Forças Armadas dos Estados Unidos desenvolvessem planos de retirada das tropas no Iraque. Ele ordenou o fechamento da Prisão de Guantánamo, mas o Congresso impediu tal ato, recusando-se a apropriar dos recursos necessários e preveniu mover qualquer detento de Guantánamo para os Estados Unidos ou para outros países. Com uma ordem executiva, reduziu o sigilo dado aos registros presidenciais, revogando a ordem executiva do presidente George W. Bush sobre esse assunto. Ele também revogou a proibição da ajuda federal às organizações internacionais de planejamento familiar que desempenhavam ou forneciam aconselhamento sobre o aborto.

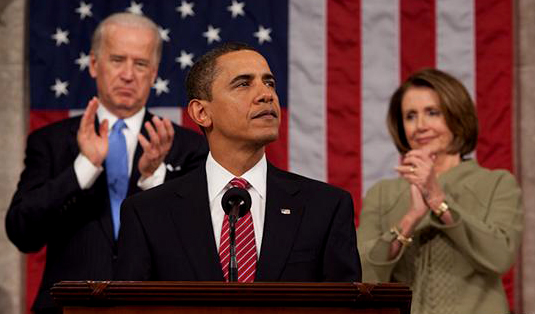
Obama discursando em sessão conjunta do Congresso, em 24 de fevereiro de 2009. Atrás dele estão Joe Biden e Nancy Pelosi.

### Política interna

#### Política econômica
Obama assumiu a presidência diante de uma severa crise financeira global iniciada em 2007 e da subsequente Grande Recessão. Em 17 de fevereiro de 2009, sancionou um pacote de estímulos de 787 bilhões de dólares, que aumentou os gastos federais para a saúde, infraestrutura, educação, incentivos fiscais e assistência direta. As disposições fiscais da lei reduziram temporariamente os impostos para cerca de 98% dos contribuintes, levando as taxas de imposto para os seus níveis mais baixos em sessenta anos. Obama pediu a aprovação de segundo grande pacote de estímulo em dezembro de 2009, mas nenhum grande segundo estímulo foi autorizado pelo legislativo. Obama também lançou um segundo resgate a montadoras norte-americanas, possivelmente salvando a General Motors e a Chrysler da falência ao custo de 9,3 bilhões de dólares. Para os proprietários em perigo de inadimplência de sua hipoteca devido a crise do subprime, Obama executou vários programas assistenciais. As taxas de juros a curto prazo permaneceram perto de zero em grande parte da presidência de Obama, e a Reserva Federal não aumentou as taxas de juros até dezembro de 2015.

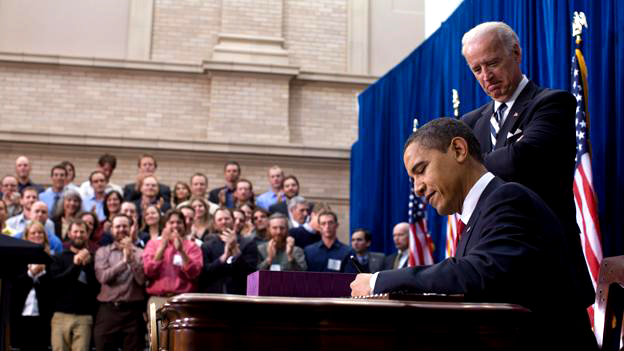
Obama sancionando a Lei de Recuperação e Reinvestimento, em 17 de fevereiro de 2009.

Houve um aumento sustentado da taxa de desemprego durante a primeira parte de seu mandato, chegando a um pico de 10,1% em outubro de 2009. O desemprego caiu no decorrer do tempo e, em outubro de 2015, estava em 5,1%. Porém, a recuperação da Grande Recessão foi marcada por uma menor taxa de participação da força de trabalho, e os economistas atribuíram este acontecimento ao envelhecimento da população e as pessoas que permanecem estudando por mais tempo. A recuperação também revelou a crescente desigualdade de renda, que o governo Obama destacou como um grande problema. O salário mínimo federal aumentou para 7,25 de dólares por hora e, em seu segundo mandato, Obama advogou pelo aumento para 12 dólares por hora. O governo ampliou as condições para que mais trabalhadores recebam por horas extras, duplicando o salário mínimo acima da quantia que os empregadores estão isentos de pagar horas extras de 23 660 dólares anuais para US$ 47 476.

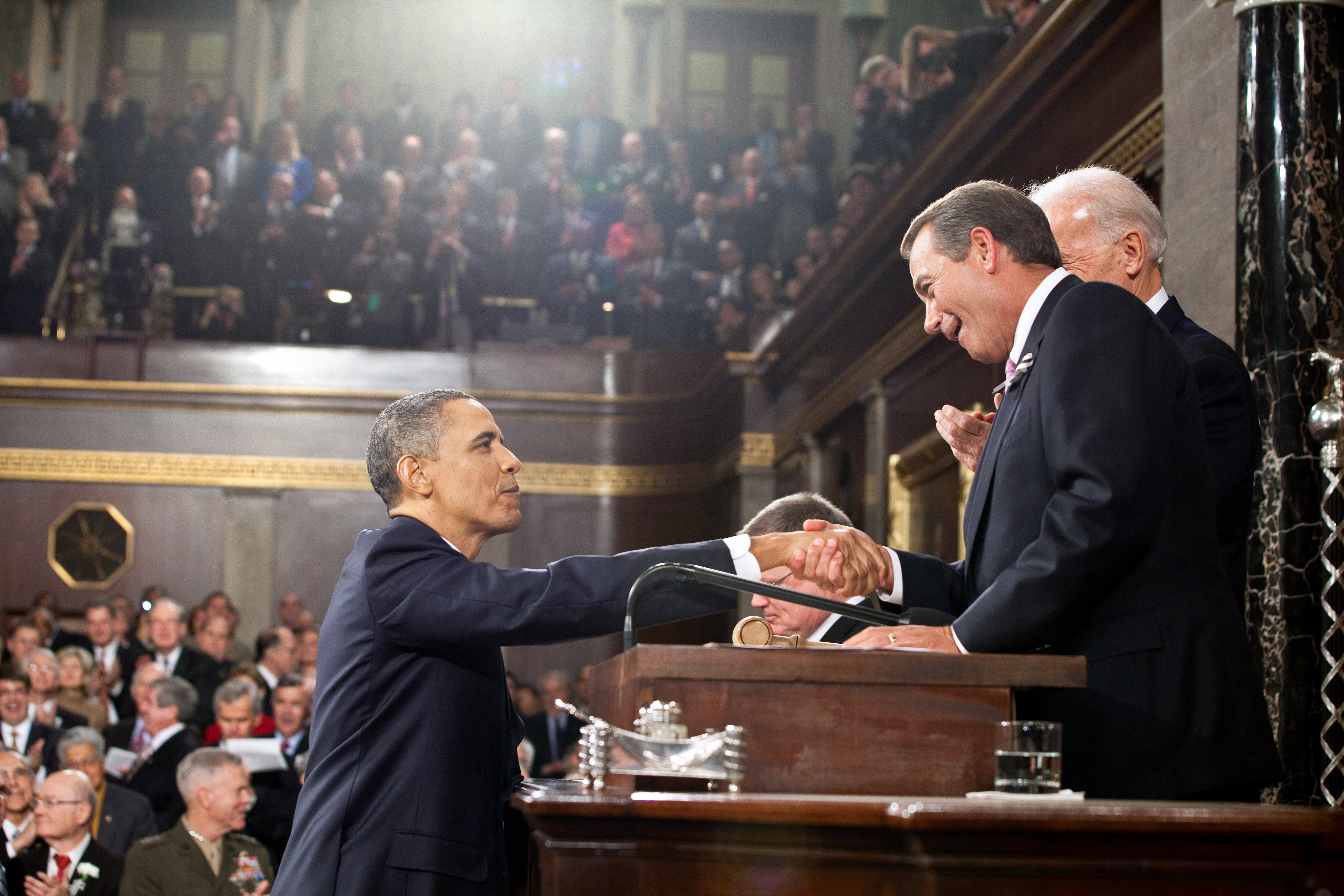
Obama cumprimentando John Boehner, presidente da Câmara dos Representantes, durante o discurso sobre o Estado da União de 2011.

O crescimento do PIB voltou no terceiro trimestre de 2009, expandindo-se a um ritmo de 1,6%, seguido por um aumento de 5,0% no quarto trimestre. O crescimento continuou em 2010, apresentando um aumento de 3,7% no primeiro trimestre, com ganhos menores durante o restante do ano. O PIB do país cresceu consistentemente cerca de 2% em 2011, 2012, 2013, 2014 e 2015. Entretanto, a renda mediana das famílias caiu para 53 600 dólares em 2014, abaixo dos 57 400 em 2007, pouco antes do início da Grande Recessão.
A dívida do governo dos EUA cresceu substancialmente durante a Grande Recessão a medida que as receitas caíram, e Obama, em grande parte, evitou as políticas de austeridade seguidas por muitos países europeus. A dívida do governo cresceu de 52% do PIB quando Obama assumiu o cargo em 2009 para 74% em 2014. Depois de retomarem o controle da Câmara nas eleições de 2010, os republicanos exigiram cortes nos gastos em troca do aumento do teto da dívida, o limite estatutário sobre o montante total da dívida que o Tesouro pode emitir. A crise do limite de dívida de 2011 desenvolveu-se quando Obama e os congressistas democratas exigiram um aumento do teto da dívida que não incluísse cortes nos gastos. Obama concordou em negociar com os republicanos, mas as negociações eventualmente entraram em colapso devido a diferenças ideológicas. O Congresso aprovou uma legislação que elevou o teto da dívida, previu cortes de gastos domésticos e militares, e estabeleceu um comitê bipartidário para propor novos cortes. Como o comitê não chegou a um acordo, os cortes de gastos domésticos e militares conhecidos como "sequestro" entraram em vigor a partir de 2013. Em outubro de 2013, com os republicanos e democratas incapazes de chegarem a um acordo, o governo fechou por duas semanas. Obama sancionou a lei que aumentou o teto da dívida, evitando assim um inédito calote. Em 2015, o Congresso aprovou e Obama sancionou um projeto de lei que estabeleceu metas de gastos e suspendeu o limite da dívida até 2017.

#### Reforma do sistema de saúde

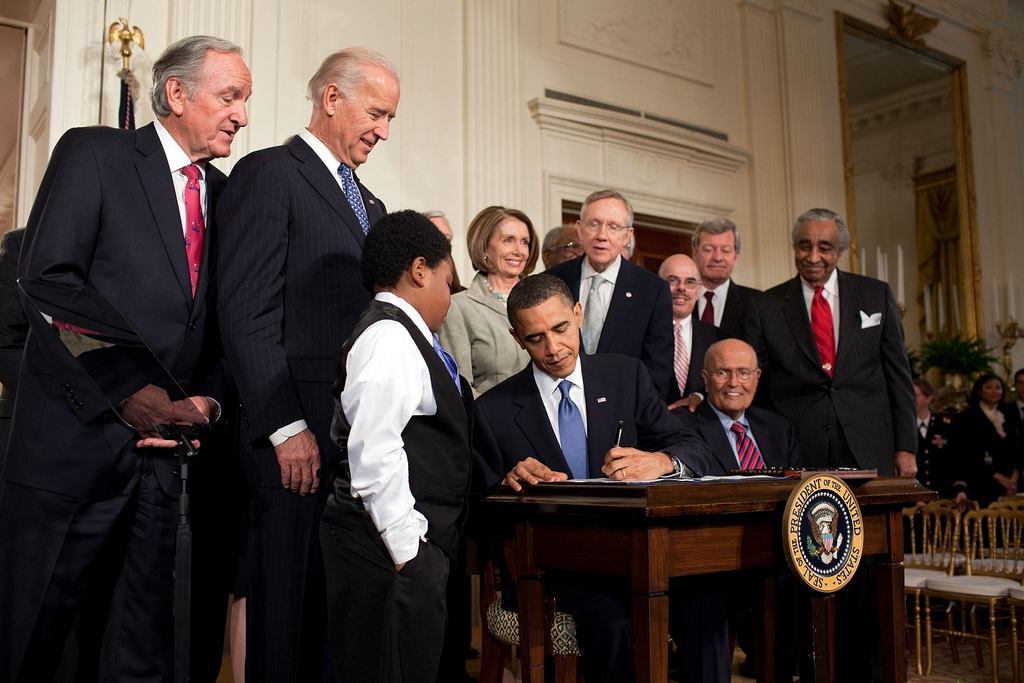
Obama sancionando a Lei de Proteção e Cuidado ao Paciente, em 23 de março de 2010.

Obama sancionou em março de 2010 a Lei de Proteção e Cuidado ao Paciente, popularmente conhecida como Obamacare. A legislação proíbe as seguradoras de variar o preço dos planos com base no histórico clínico ou sexo, se recusar a assegurar um paciente muito caro, e exige que todos devem aderir a um plano de saúde. Em 2016, o programa cobria aproximadamente 23 milhões de pessoas com seguro de saúde através de uma combinação de bolsas de saúde do estado e uma extensão do Medicaid. A iniciativa reduziu a taxa de pessoas sem seguro de saúde de aproximadamente 16% em 2010 para 9% até 2015.
Os democratas apoiaram esmagadoramente a lei, enquanto nenhum republicano na Câmara e apenas alguns no Senado votaram a favor. Os republicanos, principalmente na Câmara do Representantes, tentaram revogar, difundir ou atrasar a reforma sessenta vezes durante o mandato de Obama, mas sem sucesso. Os críticos ao Obamacare argumentam que a lei era uma tentativa de controlar excessivamente a vida privada das pessoas, aumentaria os custos dos planos de saúde e o déficit do país, e que era inconstitucional. Em junho de 2015, a Suprema Corte decidiu por seis a três que a lei era constitucional.

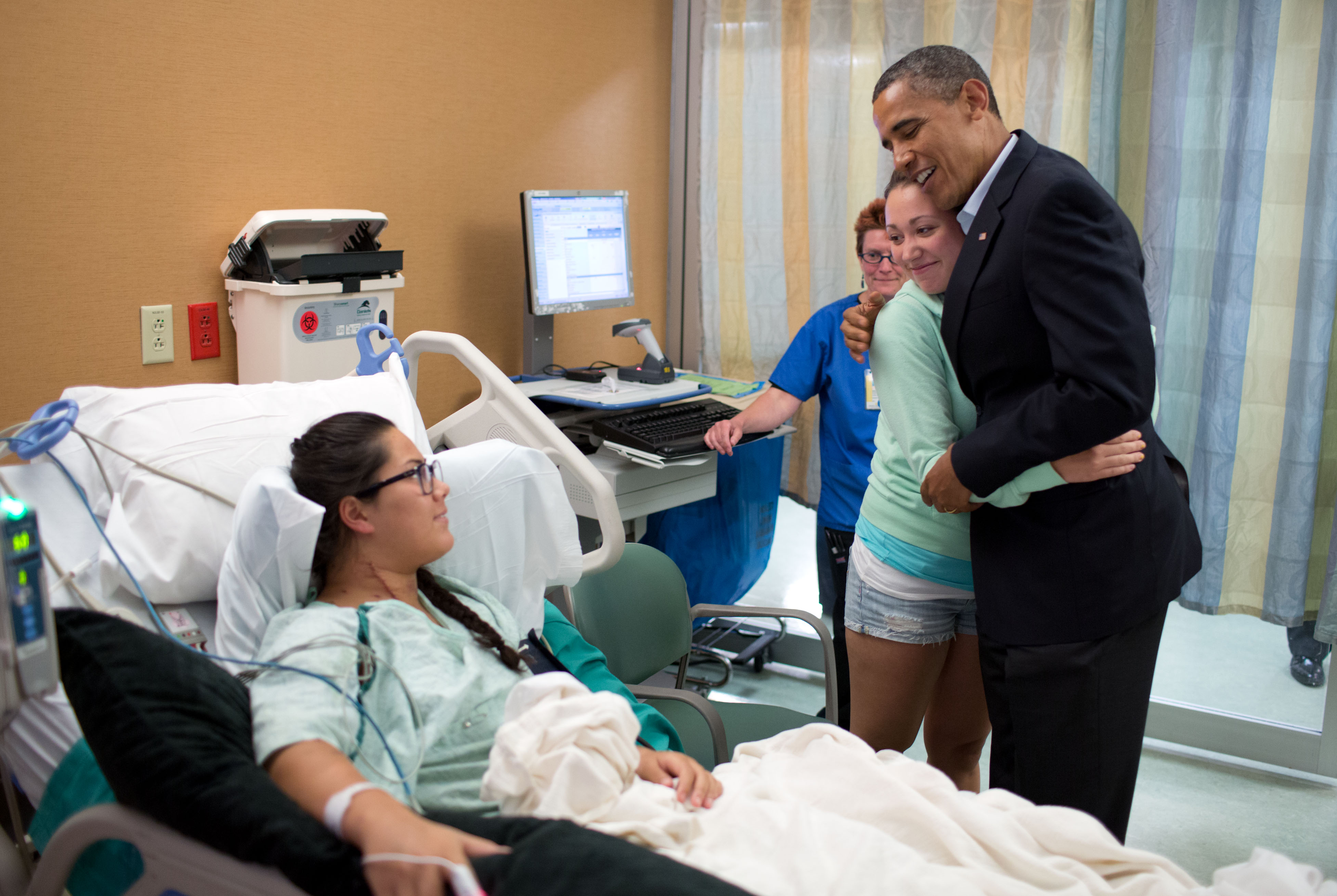
Obama encontrando-se com vítimas do massacre em Aurora em 2012.

#### Controle da venda de armas
Obama pediu a aprovação de medidas para controlar a venda de armas após vários tiroteios em massa, mas não conseguiu aprovar uma legislação importante neste sentido. Em 2009, quando os democratas controlavam tanto o Senado quanto a Câmara dos Representantes, Obama discutiu o restabelecimento da Proibição Federal de Armas de Assalto, mas na época não fez um forte esforço para sua aprovação. Em janeiro de 2013, um mês após o tiroteio na escola primária de Sandy Hook, Obama assinou 23 ordens executivas para aumentar o controle de armas e delineou uma série de propostas abrangentes sobre o assunto, incluindo a proibição da compra de fuzis de assalto e de carregadores de alta capacidade, a verificação dos antecedentes dos compradores de armas, e a introdução de penas mais severas para traficantes de armas.
Sem o apoio do Congresso para aprovar suas propostas, em parte devido ao poder de ativistas da Segunda Emenda e ao lobby da NRA, Obama anunciou em janeiro de 2016 novas ações executivas que estenderam os requisitos de verificação de antecedentes a mais vendedores de armas. Em meados de 2016, ele reconheceu que sua "maior frustração" enquanto presidente foi a falta de avanço no controle de armas.

#### Suprema Corte
Durante os dois primeiros anos de seu mandato, Obama nomeou duas mulheres para a Suprema Corte. Sonia Sotomayor foi confirmada pelo Senado em 6 de agosto de 2009, e Elena Kagan foi confirmada em 5 de agosto de 2010, elevando o número de mulheres na Corte para três, a maior composição feminina da história deste tribunal. Em 2015, com a morte do juiz Antonin Scalia, Obama indicou Merrick Garland, mas a maioria republicana de senadores negou-se a considerar uma indicação do presidente.

#### Energia e meio ambiente

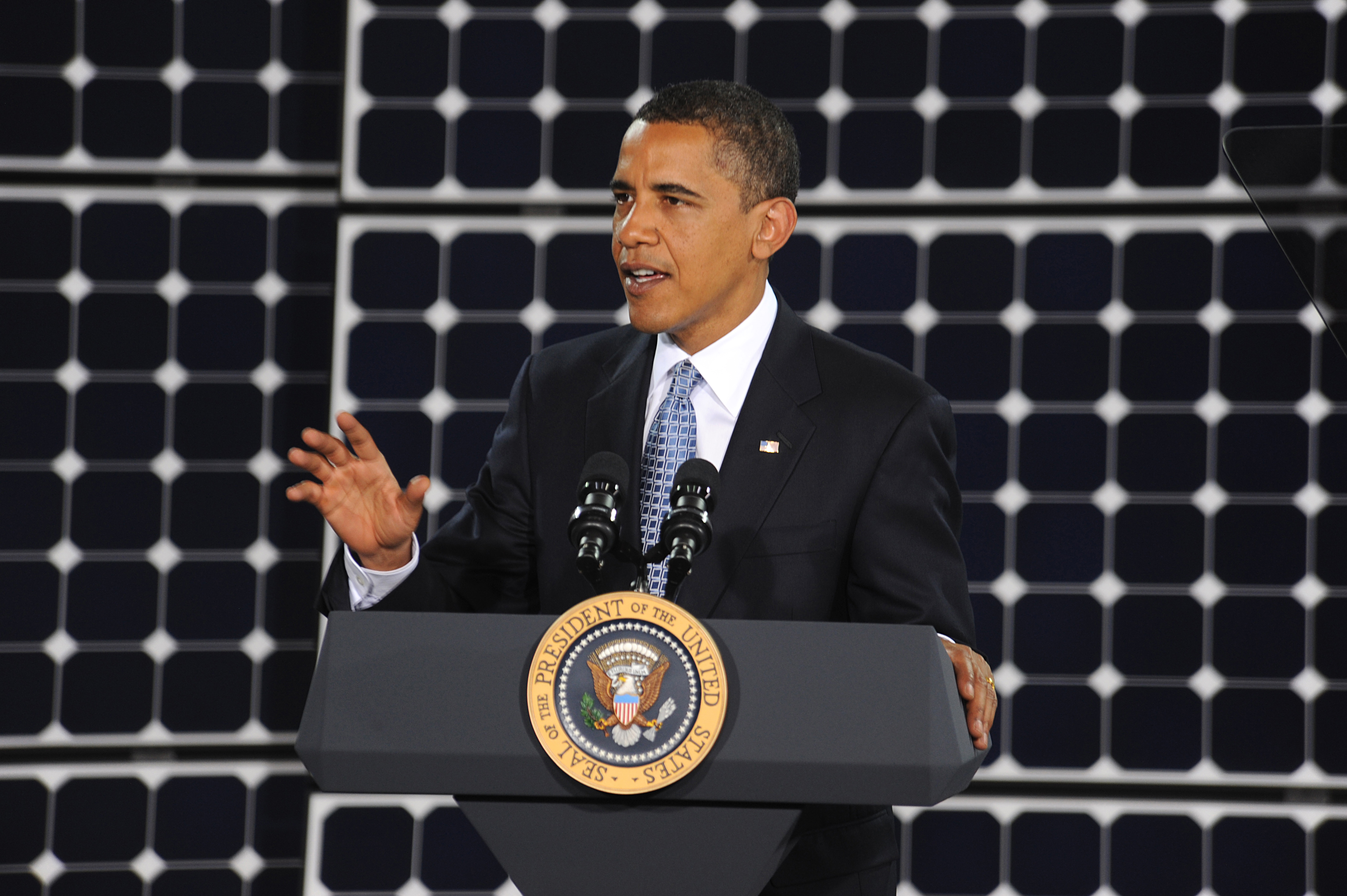
Obama discursando em frente a painéis produtores de energia solar, em maio de 2009.

Em setembro de 2009, o governo propôs novos regulamentos para usinas de energia, fábricas e refinarias de petróleo, em uma tentativa de limitar as emissões de gases de efeito estufa e reduzir o aquecimento global. A produção de energia cresceu em seu mandato, bem como a produção de petróleo, impulsionada em grande parte por investimentos privados em terras privadas, e o governo assumiu um papel amplamente neutro nesse desenvolvimento. O governo Obama promoveu o crescimento da energia renovável, e a geração de energia solar triplicou durante seu mandato. Com a explosão da plataforma Deepwater Horizon em abril de 2010, seu governo impôs as maiores multas aplicadas após crimes ambientais na história do país. Em março de 2015, Obama vetou uma proposta que autorizava a construção do oleoduto Keystone X, alegando que este causaria danos nocivos ao meio ambiente. Em setembro de 2016, os Estados Unidos ratificaram sua participação no Acordo de Paris.

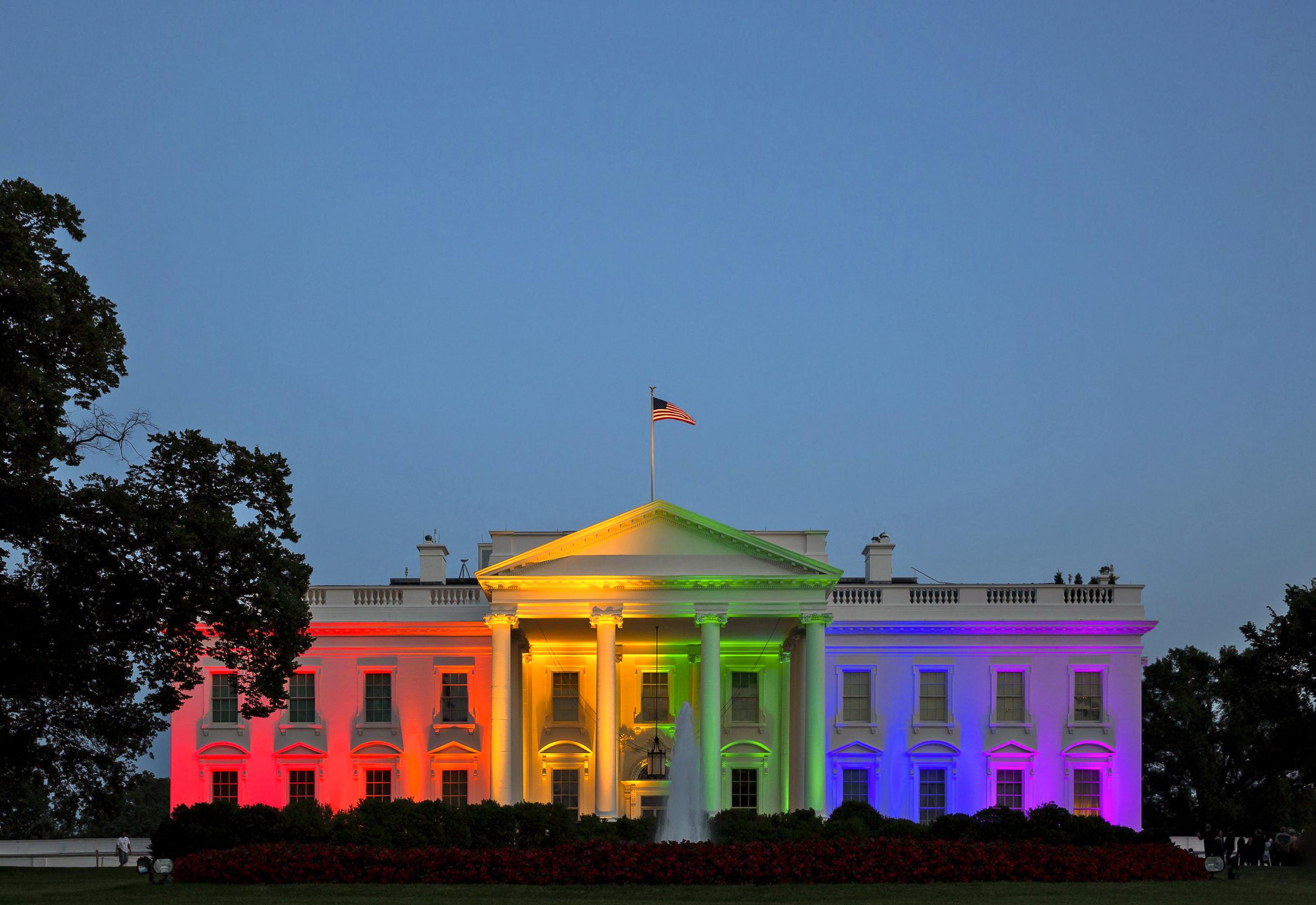
A Casa Branca iluminada com as cores da bandeira arco-íris no dia em que a Suprema Corte decidiu que o casamento entre pessoas do mesmo sexo era um direito fundamental.

#### Direitos LGBT
Em outubro de 2009, Obama sancionou uma lei que passou a considerar os crimes motivados por identidade de gênero ou orientação sexual como crime de ódio. No final de 2010, revogou a política Don't ask, don't tell, de 1993, que impedia que gays e lésbicas assumidos servissem nas Forças Armadas. Em 9 de maio de 2012, Obama tornou-se o primeiro presidente no exercício de suas funções a declarar publicamente seu apoio pessoal a legalização do casamento entre pessoas do mesmo sexo. Em seu discurso de posse de 2013, ele pediu plena igualdade para os gays norte-americanos —a primeira vez que um presidente mencionou os direitos dos homossexuais ou a palavra "gay" em um discurso de posse.
Em 2013, o governo Obama pediu para a Suprema Corte que se pronunciasse a favor de casais do mesmo sexo nos casos Hollingsworth v. Perry (sobre o casamento entre pessoas do mesmo sexo) e United States v. Windsor (sobre a Lei de Defesa do Matrimônio). Em abril de 2015, após a Suprema Corte decidir durante o julgamento do caso Obergefell v. Hodges que o casamento entre pessoas do mesmo sexo era um direito fundamental, Obama afirmou: "Esta decisão afirma o que milhões de americanos já acreditam em seus corações: Quando todos os americanos são tratados como iguais, somos todos mais livres".

#### Reforma judicial e drogas

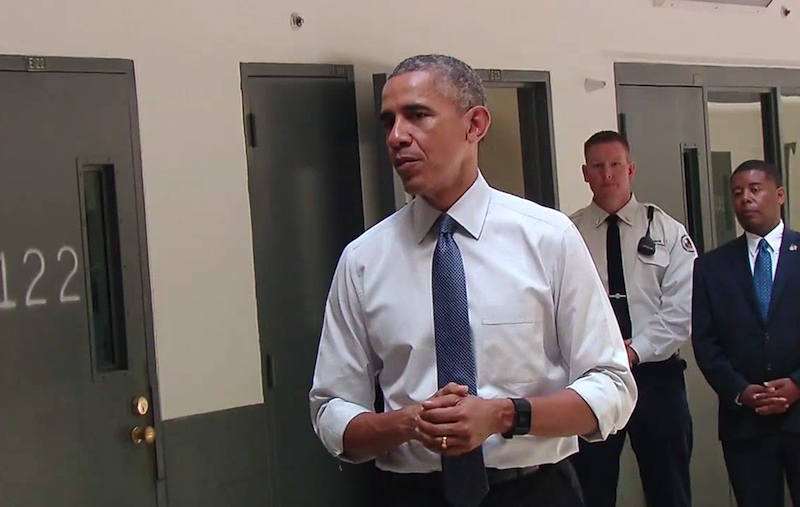
Obama visitando uma prisão federal de Nevada, em julho de 2015.

O governo Obama tomou algumas medidas para reformar o sistema de justiça criminal em um momento em que muitos em ambos os partidos sentiram que os EUA tinham ido longe demais na prisão de infratores da legislação antidrogas. Seguindo uma diretiva do Departamento de Justiça, o governo Obama geralmente optou por não processar ou investigar pessoas que usaram maconha em estados que optaram por legalizá-la, apesar de qualquer uso de maconha permanecer ilegal sob a legislação federal; entretanto, alguns liberais e libertários criticaram Obama por continuar ou mesmo expandir a guerra contra as drogas, particularmente no que diz respeito a maconha medicinal. Para os anos finais de sua presidência, Obama priorizou a reforma do sistema penal, anunciando, em novembro de 2015, medidas que objetivavam a reinserção de presos e a redução da população carcerária.
Recorrendo ao seu poder de perdão presidencial, Obama perdoou ou reduziu as penas de centenas de presos alegadamente não violentos, majoritariamente envolvidos com drogas, usando este poder para perdoar mais presidiários do que os últimos dez presidentes juntos. Em 2016, o governo anunciou que buscaria eliminar gradualmente o uso de prisões privadas por considerá-las "injustas e punitivas".

#### Imigração
Desde o início de seu mandato, Obama apoiou uma reforma imigratória abrangente, incluindo um caminho para que muitos imigrantes ilegais recebessem a cidadania. No entanto, Obama centrou-se em outros assuntos no decorrer do 111.º Congresso, de maioria democrata. Ao final de tal Congresso, apoiou a aprovação do DREAM Act, que legalizaria jovens sem documentos que cumpriam determinados requisitos, como uma inscrição universitária ou nas Forças Armadas; o projeto foi aprovado pelos representantes, mas não conseguiu superar uma obstrução no Senado. Em 2012, Obama implementou uma política que protegeu cerca de setecentos mil imigrantes ilegais da deportação; a política aplicou-se apenas para aqueles que foram trazidos ao país antes de completarem dezesseis anos. Em 2014, Obama anunciou uma nova ordem executiva que protegeria outros quatro milhões de imigrantes ilegais da deportação, mas a medida foi derrubada pela justiça. Apesar das ações executivas para proteger alguns indivíduos, as deportações de imigrantes ilegais continuaram. Um recorde de quatrocentos mil deportações ocorreu em 2012, embora o número de deportações caiu durante o segundo mandato de Obama. Depois de ter aumentado desde 1990, o número de imigrantes ilegais que viviam nos Estados Unidos estabilizou em torno de 11,5 milhões de indivíduos durante a presidência de Obama, abaixo de um pico de 12,2 milhões registrado em 2007.

### Política externa

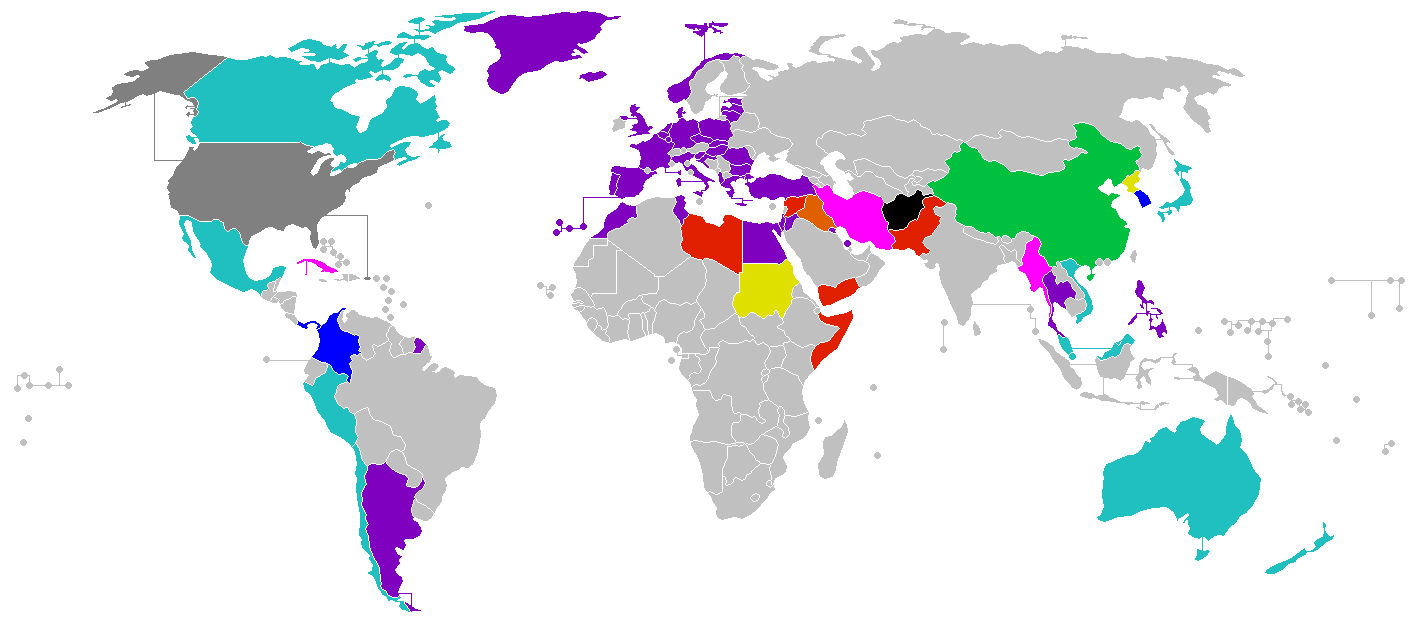
Mapa mundial mostrando os acordos internacionais e ações militares sob o governo Obama:

Obama herdou uma guerra no Afeganistão, uma guerra no Iraque e uma "Guerra ao Terror" global lançada pelo presidente Bush após os ataques de 11 de setembro. Obama pediu um "novo começo" nas relações entre o mundo islâmico e os Estados Unidos, e descontinuou o uso do termo "Guerra ao Terror" em favor do termo "Operação de Contingência no Exterior". Obama prosseguiu uma estratégia de "pegada leve" no Oriente Médio que enfatizava as forças especiais, ataques de drones, e diplomacia ao invés da ocupação de tropas terrestres. No entanto, as forças norte-americanas continuaram a combater organizações militantes islâmicas como a Al-Qaeda, Estado Islâmico do Iraque e do Levante, e Al-Shabaab nos termos da Autorização para Uso da Força Militar Contra Terroristas, aprovada pelo Congresso em 2001. Obama também defendeu a não proliferação nuclear e negociou com êxito acordos de redução de armas com o Irã e a Rússia.
Em 2015, Obama descreveu a "Doutrina Obama", o termo utilizado para descrever seus princípios enquanto presidente na política externa, como "vamos nos engajar, mas preservamos todas as nossas capacidades". Além disso, autodescreveu-se como um internacionalista que rejeita o isolacionismo e é influenciado pelo realismo e pelo intervencionismo liberal.

#### Iraque e Afeganistão
Durante a eleição presidencial de 2008, Obama criticou fortemente a Guerra do Iraque. Ao assumir o cargo, ele anunciou que as forças de combate dos Estados Unidos deixariam o Iraque em agosto de 2010, com entre 35 a 50 mil soldados permanecendo como conselheiros e instrutores, abaixo dos aproximadamente 150 mil soldados norte-americanos no país no início de 2009. Embora Obama tenha considerado deixar uma força de alguns milhares de soldados no Iraque para combater a al-Qaeda e apoiar o governo local, líderes iraquianos pediram que os soldados norte-americanos se retirassem totalmente de seu país. Em meados de dezembro de 2011, apenas 150 soldados permaneceram para trabalhar na embaixada dos Estados Unidos. Entretanto, os americanos iniciaram em 2014 sua campanha militar contra o Estado Islâmico (ou EI), e, em junho de 2015, havia 3,5 mil soldados norte-americanos servindo no Iraque como conselheiros das forças antiEI na guerra civil iraquiana.
Enquanto Obama retirou tropas no Iraque, ele aumentou a presença militar dos EUA no Afeganistão no início de sua presidência. Em 2009, Obama anunciou que a presença militar dos EUA no Afeganistão seria reforçada em 17 mil novos soldados até o verão daquele ano. Os secretários Robert Gates e Hillary Clinton, além do chefe do Estado-Maior Michael Mullen, defenderam mais tropas, e Obama despachou soldados adicionais após um longo processo de revisão. O número de soldados norte-americanos no Afeganistão chegou ao seu ápice de 100 mil em 2010. Em 2012, os EUA e o Afeganistão assinaram um acordo de parceria estratégica em que a principal operação de combate foi entregue às forças afegãs. Em 2014, Obama anunciou que a maioria das tropas deixaria o Afeganistão até o final de 2016, com uma pequena força remanescente na embaixada dos EUA. No início de 2015, o exército dos EUA terminou a Operação Liberdade Duradoura e começou a Missão Apoio Resoluto, em que passaram a desempenhar mais um papel de treinamento, embora algumas operações de combate continuaram. Em outubro de 2015, Obama anunciou que soldados permaneceriam indefinidamente no Afeganistão para apoiar o governo afegão na guerra civil contra o Talibã, a Al-Qaeda e o Estado Islâmico. Em julho de 2016, Obama informou que 8,4 mil soldados permaneceriam no Afeganistão até o final de seu mandato.

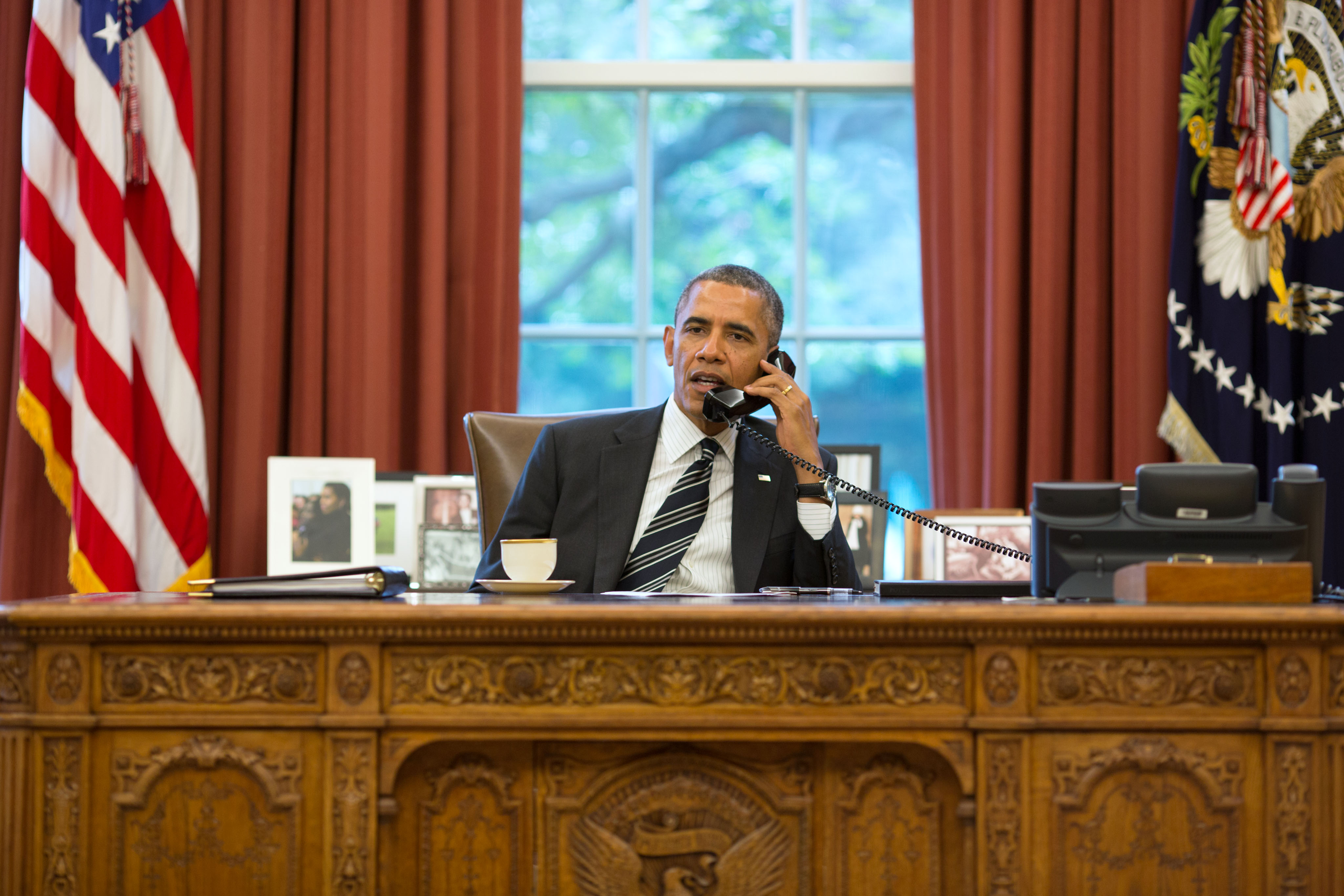
Obama conversando por telefone com o presidente iraniano Hassan Rouhani, em setembro de 2013.

#### Acordo nuclear com o Irã
O Irã e os EUA possuíam uma relação instável desde a Revolução Iraniana e a crise de reféns, e as tensões continuaram devido a questões como o programa nuclear iraniano e o alegado patrocínio iraniano ao terrorismo. Em seu mandato, Obama focou em negociações com o Irã sobre o status de seu programa nuclear, trabalhando com os outros países do P5+1 para adotar um acordo multilateral. A posição de Obama diferiu dramaticamente da posição mais agressiva de seu antecessor Bush, bem como das posições declaradas pela maioria dos rivais de Obama na campanha eleitoral de 2008. Em junho de 2013, Hassan Rouhani venceu a eleição presidencial iraniana e pediu a continuação das conversações sobre o programa nuclear de seu país. Em novembro de 2013, o Irã e o P5+1 anunciaram um acordo provisório, e, em abril de 2015, os negociadores anunciaram que um acordo quadro havia sido alcançado. Segundo os termos acordados, o Irã concordou em impor limites ao seu programa nuclear e fornecer acesso aos inspetores da Agência Internacional de Energia Atómica, enquanto os EUA e outros países concordaram em reduzir as sanções contra o Irã. Enquanto Obama saudou os resultados das negociações como sendo um passo rumo a um mundo mais esperançoso, o acordo recebeu ampla oposição dos republicanos que, juntamente com o premiê israelense Benjamin Netanyahu, se opuseram fortemente às negociações e tentaram sem sucesso aprovar uma resolução no Congresso que o rejeitasse.

#### Líbia
Quando os protestos antigovernamentais eclodiram em Benghazi, Líbia, em fevereiro de 2011, o governo de Muammar Gaddafi respondeu com força militar. O governo Obama inicialmente resistiu aos apelos para tomar medidas duras, mas cedeu depois que a Liga Árabe solicitou a intervenção ocidental na Líbia. Em março de 2011, a reação internacional à repressão militar de Gaddafi culminou em uma resolução da ONU para impor uma zona de exclusão aérea na Líbia. Obama autorizou a participação de militares norte-americanos nos ataques aéreos com o objetivo destruir as capacidades de defesa aérea do governo líbio para proteger os civis e impor uma zona de exclusão aérea. A intervenção foi liderada pela OTAN, mas a Suécia e três nações árabes também participaram da missão. Com o apoio da coalizão, os rebeldes tomaram Trípoli em agosto de 2011. A campanha militar no país culminou na queda do regime de Gaddafi, mas a Líbia passou por turbulências internas, resultando em uma guerra civil iniciada em 2014. A intervenção de Obama na Líbia provocou críticas de membros do Congresso e deu início a um debate sobre a aplicabilidade da Resolução dos Poderes de Guerra. Em setembro de 2012, militantes islâmicos atacaram um complexo diplomático dos EUA em Benghazi, matando o embaixador Christopher Stevens e três outros norte-americanos. Os republicanos criticaram fortemente a atuação do governo no ataque de Benghazi, e estabeleceram uma comissão na Câmara para investigar o ocorrido.

#### Rússia

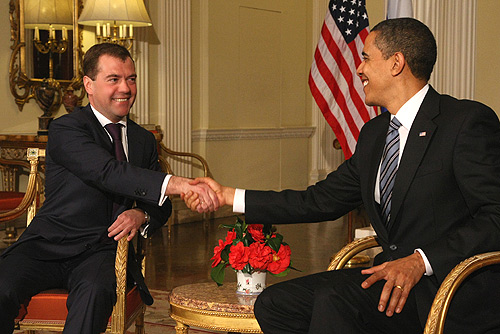
A primeira reunião entre Dmitry Medvedev e Barack Obama antes da cúpula do G20 em Londres, em 1 de abril de 2009.

Em 2009, Obama pediu por um "reinício" nas relações com a Rússia, que havia deteriorado-se com a guerra Russo-Georgiana de 2008. Enquanto Bush havia conseguido a expansão da OTAN em antigos países do Bloco do Leste, Obama deu mais ênfase na criação de uma parceria de longo prazo com a Rússia. Obama e o presidente russo Dmitry Medvedev trabalharam juntos em um novo tratado para reduzir e monitorar armas nucleares, a adesão da Rússia à Organização Mundial do Comércio e ações antiterrorismo. Em 8 de abril de 2010, Obama e Medvedev assinaram o novo Tratado de Redução de Armas Estratégicas, um importante acordo de controle de armas nucleares que reduziu os estoques de armas nucleares de ambos os países e estabeleceu um regime de monitoramento. Em 2012, com a entrada da Rússia na OMC, Obama normalizou as relações comerciais com o país.
No entanto, as relações EUA e Rússia declinaram quando Vladimir Putin retornou à presidência, em maio de 2012. A intervenção da Rússia na Ucrânia em 2014 e a anexação da Crimeia no mesmo ano levaram a uma forte condenação por Obama e outros líderes ocidentais, que impuseram sanções aos líderes russos, contribuindo para uma crise financeira no país. Alguns membros do Congresso de ambos os partidos também pediram para que os EUA armassem as forças ucranianas, mas Obama resistiu em tornar-se estreitamente envolvido na guerra Civil no Leste da Ucrânia, iniciada em abril de 2014. Em 2016, após vários incidentes na segurança cibernética, o governo Obama acusou formalmente a Rússia de se engajar numa campanha para minar as eleições norte-americanas, e impôs sanções a algumas pessoas e organizações ligadas ao país.

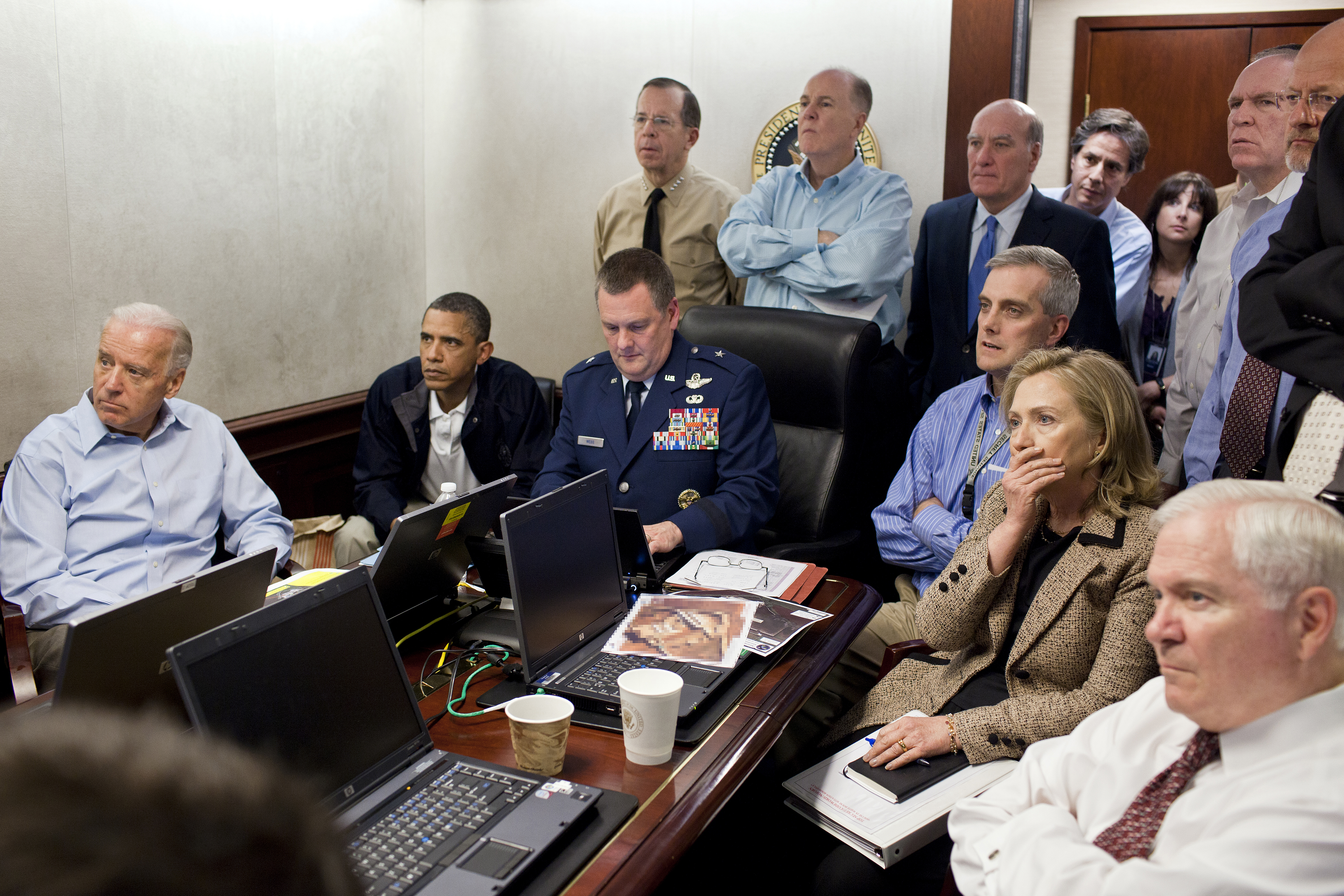
O presidente Obama, juntamente com os membros da equipe de segurança nacional, recebem atualizações sobre a Operação Lança de Netuno, em 1 de maio de 2011.

#### Osama bin Laden
O governo Obama lançou uma operação bem-sucedida que resultou na morte de Osama bin Laden, líder da al-Qaeda, responsável pelos ataques de 11 de setembro e vários outros ataques terroristas. Iniciando com informações recebidas em julho de 2010, a inteligência desenvolvida pela CIA ao longo dos próximos meses determinou o que eles acreditavam ser o esconderijo de bin Laden em Abbottabad, Paquistão. O diretor da CIA, Leon Panetta, reportou essas informações a Obama em março de 2011. Em uma reunião com seus assessores de segurança nacional ao longo das próximas seis semanas, Obama rejeitou um plano de bombardear o complexo, e autorizou um "ataque cirúrgico", que seria conduzido pela Navy SEALs, uma força de operações especiais da Marinha. As reações ao anúncio da bem sucedida operação, ocorrida em 1 de maio de 2011 e que também resultou na apreensão de documentos, foram positivas em todas as linhas partidárias e em muitos países ao redor do mundo.

#### Guerra civil síria
A Síria foi um dos países mais afetados pela Primavera Árabe, e na segunda metade de março de 2011 grandes protestos antigovernamentais estavam sendo realizados. Apesar da Síria ter sido um adversário dos Estados Unidos há muito tempo, Obama argumentou que uma ação militar unilateral para derrubar o regime de Bashar al-Assad seria um erro. Conforme os protestos continuavam, o país entrou em uma guerra civil prolongada, e os Estados Unidos apoiaram a oposição síria contra o regime de Assad. As críticas dos EUA a Assad se intensificaram após o ataque químico de Ghouta em 2013, resultando eventualmente em um acordo apoiado pelos russos em que o governo sírio renunciou às suas armas químicas. Em meio ao caos da guerra civil síria, um grupo fundamentalista conhecido como Estado Islâmico (EI) tomou o controle de grandes porções do país e do Iraque. A partir de 2014, o governo Obama lançou ataques aéreos contra o Estado Islâmico e treinou militantes da oposição, enquanto continuava a se opor ao regime sírio. A Rússia lançou sua própria intervenção militar para ajudar as forças de Bashar al-Assad, criando uma complicada múltipla guerra por procuração, embora norte-americanos e russos tenham cooperado no combate ao EI. Em novembro de 2015, Obama anunciou um plano para reassentar pelo menos dez mil refugiados sírios nos Estados Unidos.

#### Reaproximação com Cuba

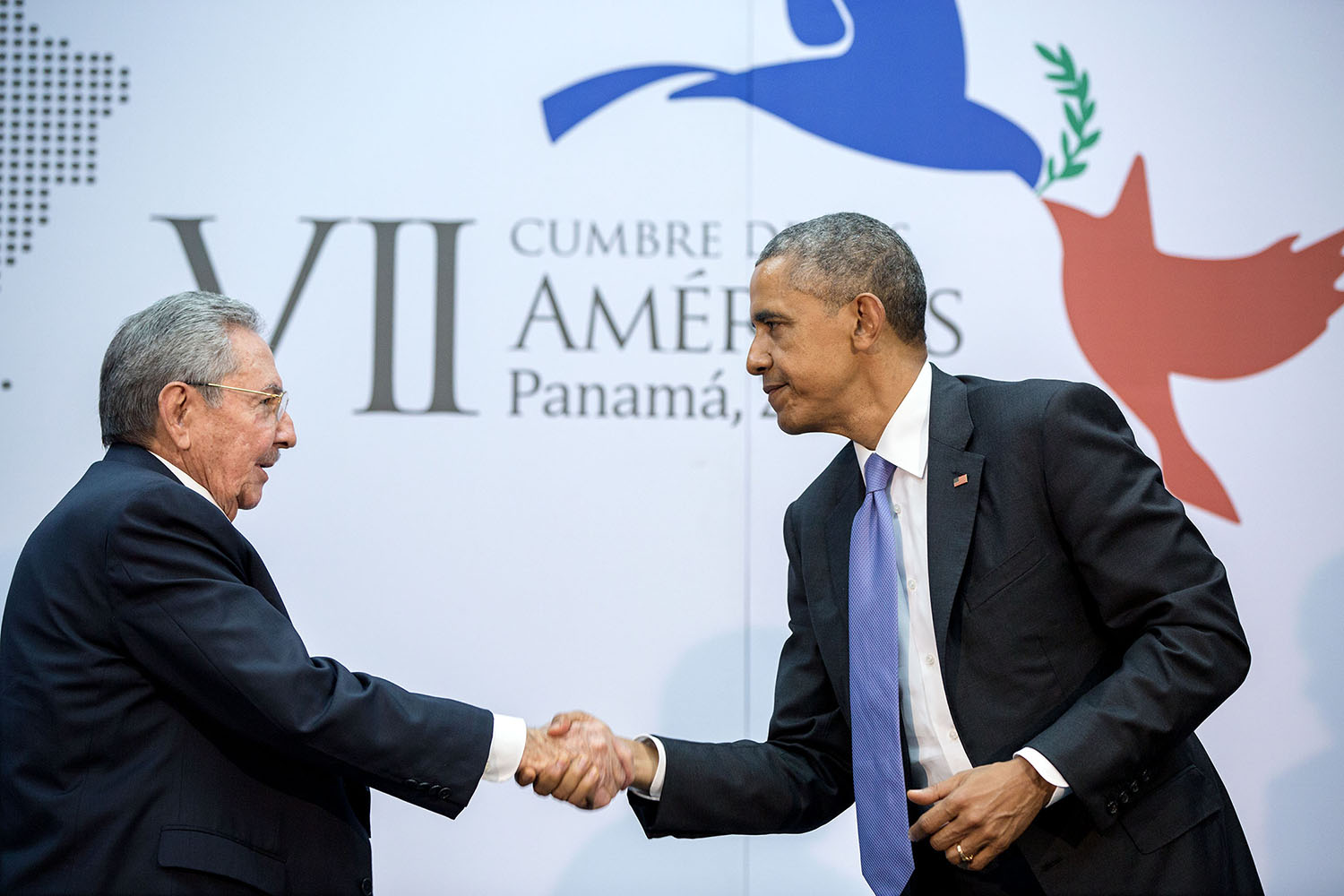
Aperto de mãos entre Obama e o líder cubano Raúl Castro, em abril de 2015.

O governo Obama buscou uma reaproximação diplomática com Cuba, país que os EUA haviam embargado desde os anos 1960, após a Revolução Cubana e a Crise dos mísseis de Cuba. A partir da primavera de 2013, foram realizadas reuniões secretas entre ambos os países, com reuniões acontecendo em locais neutros como Canadá e Vaticano. O Vaticano foi consultado inicialmente em 2013, quando o Papa Francisco aconselhou os países a trocarem prisioneiros como um gesto de boa vontade. Em 10 de dezembro de 2013, o presidente cubano Raúl Castro, em um momento público significativo, apertou a mão e cumprimentou Obama durante o velório de Nelson Mandela. Em dezembro de 2014, Cuba liberou Alan Gross em troca dos demais membros do Cinco cubanos.
Obama ordenou no final de 2014 o restabelecimento de laços diplomáticos com Cuba. Ele afirmou que estava normalizando as relações porque o embargo econômico tinha sido ineficaz para persuadir Cuba a desenvolver uma sociedade democrática. Em maio de 2015, Cuba foi retirada da lista produzida pelos EUA de países patrocinadores do terrorismo, e, em agosto do mesmo ano, os EUA e Cuba reabriram suas respectivas embaixadas. Obama tornou-se, em março de 2016, o primeiro presidente dos EUA a visitar Cuba desde Calvin Coolidge.

## Imagem cultural e política

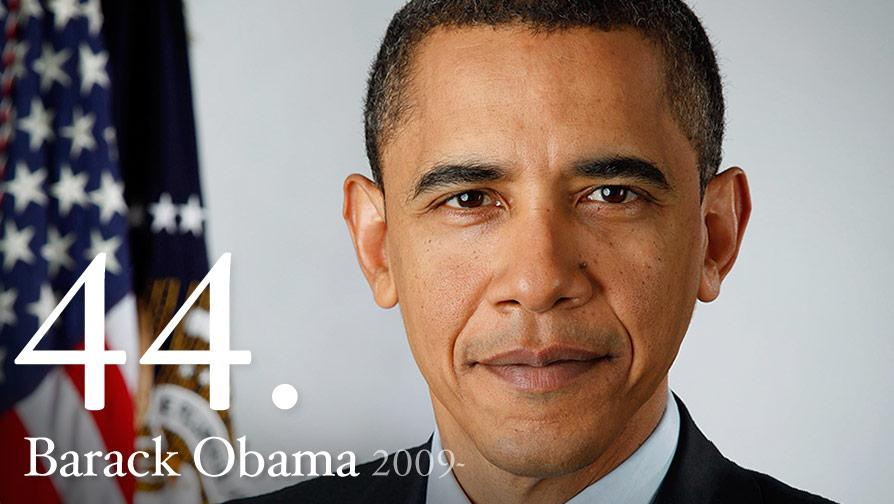
Foto oficial do primeiro mandato de Obama, em 2009.

A história da família de Obama, o início da sua vida, a sua criação e educação na Ivy League diferem profundamente dos políticos afro-americanos que iniciaram suas carreiras na década de 1960 através da participação nos movimentos dos direitos civis. Expressando perplexidade sobre perguntas se era "suficientemente negro", Obama disse durante uma reunião com a Associação Nacional dos Jornalistas Negros em agosto de 2007 que "ainda estamos presos nessa noção de que se você apelar para os brancos, então deve haver algo de errado". Michael Eric Dyson, professor de Georgetown, era crítico e simpatizante da forma como Obama tratou da questão racial, indicando que seus discursos e ações sobre a disparidade racial e justiça foram um tanto relativos e relutantes quando, especialmente em seu segundo mandato, a violência racial exigiu uma ação presidencial imediata e diálogo.
Obama é frequentemente referido como um orador excepcional. Durante seu período de transição para a presidência e após assumi-la, fez uma série de discursos semanais em vídeo divulgados pela internet. Obama também possui contas no Facebook, Twitter e Instagram. Todas as suas contas, exceto uma no Facebook e outra no Twitter, são geridas por um projeto de organização comunitária que defende sua agenda. Em maio de 2015, Obama entrou no Guiness ao conseguir um milhão de seguidores para sua nova conta pessoal no Twitter em menos de cinco horas.

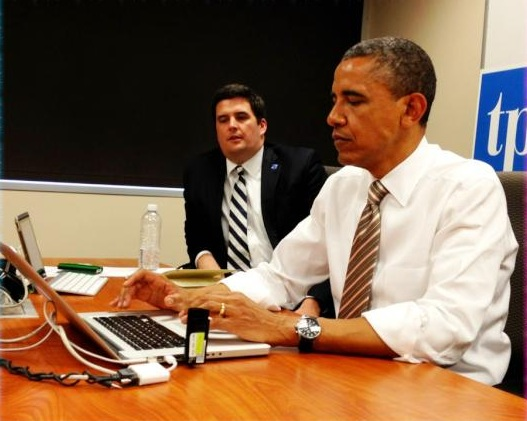
Obama respondendo a perguntas no Twitter, em 24 de maio de 2012.

De acordo com a Organização Gallup, Obama começou seu mandato com um índice de aprovação de 68%, diminuindo gradualmente durante o resto do ano, e chegando a 41% em agosto de 2010, uma tendência semelhante aos primeiros anos de mandato de Ronald Reagan e Bill Clinton. Ele teve um pequeno salto de aprovação nas pesquisas logo após a morte de bin Laden, que durou até por volta de junho de 2011, quando esses números caíram de volta aos patamares que estavam antes da operação. Seus índices de aprovação se recuperaram ao mesmo tempo em que foi reeleito, com as pesquisas mostrando uma aprovação média de 52% logo após sua segunda posse. Apesar de sua aprovação ter caído para 39% no final de 2013 graças ao lançamento do Obamacare, ela subiu para 50% no final de janeiro de 2015, e, em novembro de 2016, estava em 56%. Quando Obama deixou a presidência, em janeiro de 2017, seis em cada dez americanos aprovavam seu governo. Pelo mundo, a imagem dos Estados Unidos também melhorou bastante durante o período que Obama ocupou a Casa Branca.

Obama segurando o prêmio Nobel ao lado de Thorbjørn Jagland, presidente do Comitê do Nobel, em 10 de dezembro de 2009.

Obama ganhou o Grammy Awards de melhor álbum falado por sua versão em audiolivro de Dreams from My Father em fevereiro de 2006 e pelo The Audacity of Hope em fevereiro de 2008. Em dezembro de 2008, a revista Time nomeou Obama como a Pessoa do Ano por sua candidatura e eleição histórica, descrevendo-o como "a marcha constante de realizações aparentemente impossíveis". Em 2012, ganhou novamente o prêmio de Pessoa do Ano. Em 2005 e em 2007, a revista Time também o incluiu na lista das 100 pessoas mais influentes do mundo. Na lista da Forbes das pessoas mais poderosas do mundo, Obama ficou na primeira colocação por três vezes—2009, 2011 e 2012—, ficando em segundo em 2010, quando foi passado pelo presidente chinês Hu Jintao, em 2013 e 2014 quando foi superado por Putin, e em terceiro em 2015, quando a premiê alemã Angela Merkel conquistou o segundo lugar, com Putin permanecendo em primeiro.
Em 9 de outubro de 2009, o Comitê do Nobel Norueguês anunciou que Obama foi o vencedor do Prêmio Nobel da Paz de 2009 pelos "extraordinários esforços para reforçar o papel da diplomacia internacional e a cooperação entre os povos". Obama aceitou o prêmio em Oslo, Noruega, em 10 de dezembro de 2009, com "profunda gratidão e grande humildade". A premiação atraiu uma mistura de elogios e críticas de líderes mundiais e figuras da mídia. Obama foi o quarto presidente dos Estados Unidos a ser agraciado com o Prêmio Nobel da Paz e o terceiro durante seu mandato. O Prêmio Nobel para Obama foi visto com ceticismo nos anos subsequentes, especialmente depois que o diretor do Instituto Nobel, Geir Lundestad, disse que a premiação não teve o efeito desejado.

## Pós-presidência

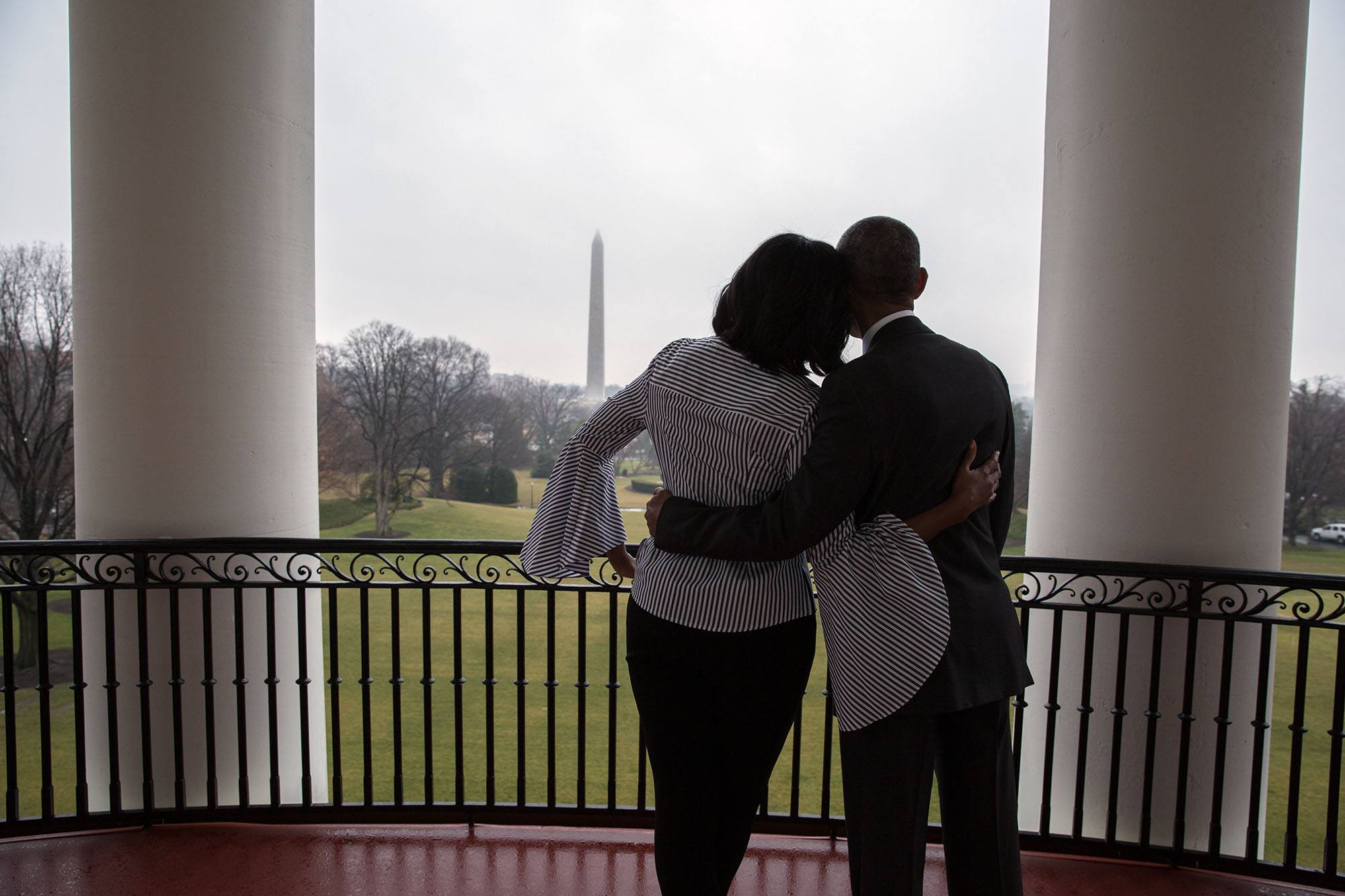
Barack e Michelle Obama na Casa Branca em 19 de janeiro de 2017.

A presidência de Obama se encerrou formalmente ao meio-dia de 20 de janeiro de 2017, com a posse do seu sucessor, o empresário republicano Donald Trump, com quem manteve uma transição pacífica de poder. Após a cerimônia de sucessão, Barack e Michelle Obama partiram no helicóptero Executive One, circularam a Casa Branca e depois foram para a Base Aérea de Andrews, onde embarcaram para uma viagem de férias.
Obama escolheu Chicago como sede para seu centro presidencial. Os Obama continuaram residindo na capital do país, em uma mansão localizada no bairro de Kalorama, inicialmente alugada e posteriormente comprada. A família decidiu permanecer em Washington para permitir que a caçula Sasha concluísse o ensino médio na mesma escola. Obama foi o primeiro presidente em quase 100 anos a continuar morando em Washington após terminar a presidência; na cidade, a família manteve uma rotina discreta.

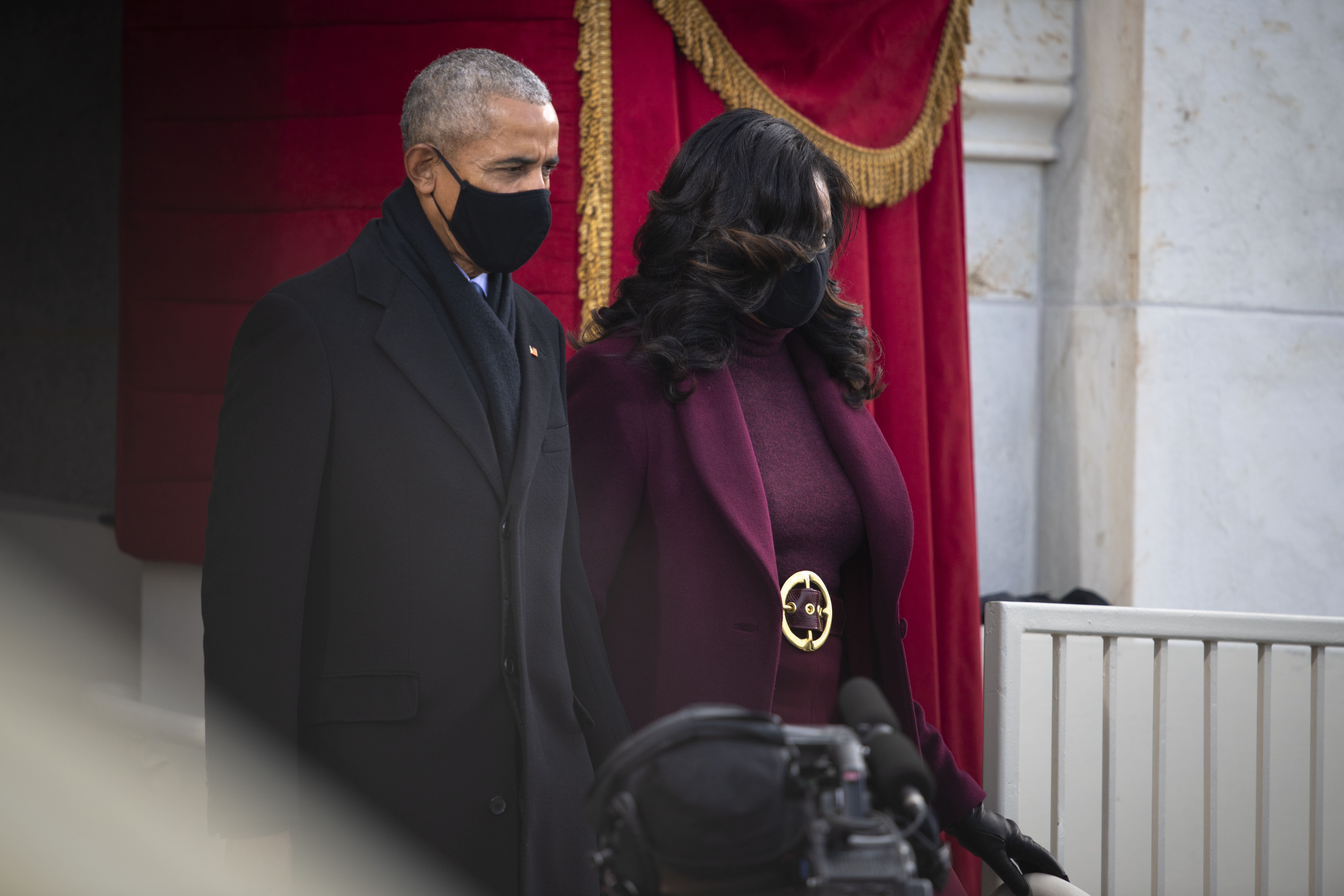
Obama e sua esposa Michelle durante a posse de Joe Biden em janeiro de 2021.

Em março de 2017, Barack e Michelle assinaram um contrato editorial com a Random House para publicarem suas memórias, recebendo previamente da editora pelo menos 65 milhões de dólares, o valor mais alto dado a um casal presidencial pela publicação de suas memórias. Anteriormente, George W. Bush recebeu cerca de 10 milhões por suas memórias, enquanto que Bill Clinton ganhou 15 milhões. A obra, intitulada A Promissed Land, foi publicada em 2020 e rapidamente se tornou um best seller. Além disso, o casal firmou um acordo com a Netflix em maio de 2018 para que produzissem filmes e séries para a plataforma; de acordo com o New York Post, o contrato poderia render aos Obama mais de 50 milhões.
Na política, Obama inicialmente poupou críticas ao seu sucessor na presidência, mesmo quando Trump o atacava publicamente. No entanto, em setembro de 2018, no decorrer das eleições de meio de mandato, Obama proferiu um discurso no qual classificou Trump como uma "ameaça para a democracia", quebrando a tradição em que os ex-presidentes evitam criticar publicamente seus sucessores. Nas eleições de 2018, foi o cabo eleitoral mais poderoso e requisitado dos democratas, participando de eventos de campanha e endossando centenas de candidatos do partido. Obama celebrou a vitória democrata na Câmara dos Representantes e em outras eleições, considerando-as "um início". Em 2020, mais uma vez serviu como cabo eleitoral de candidatos de seu partido, inclusive de seu antigo vice-presidente Biden, que acabou sendo eleito presidente do país.

## Família e vida pessoal

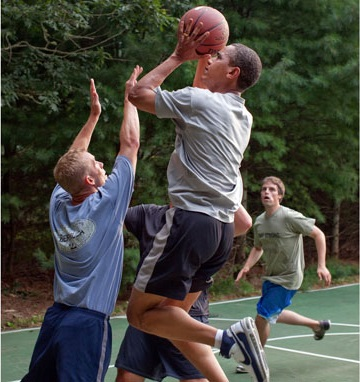
Obama jogando basquetebol durante suas férias em Martha's Vineyard, em agosto de 2009.

Em uma entrevista de 2006, Obama destacou a diversidade de sua família: "É como uma mini-ONU", disse ele. "Eu tenho parentes que se parecem com Bernie Mac, e eu tenho parentes que se parecem com Margaret Thatcher". Obama tem uma meia-irmã com quem foi criado (Maya Soetoro-Ng, filha de sua mãe com o seu segundo marido da Indonésia) e sete meios-irmãos provenientes de seu pai queniano – seis deles estão vivos. Obama também tem raízes na Irlanda; ele se reuniu com seus primos irlandeses em maio de 2011. Em Dreams from My Father, Obama une a história da família de sua mãe com possíveis ancestrais nativos americanos e parentes distantes de Jefferson Davis, presidente dos Estados Confederados da América durante a Guerra Civil.
Obama era conhecido como "Barry" em sua juventude, mas pediu para ser chamado pelo seu nome durante seus anos na faculdade. Além do seu idioma nativo, o inglês, Obama tem algum conhecimento básico de indonésio, tendo aprendido o idioma durante a infância, quando viveu com sua família quatro anos em Jacarta, a capital da Indonésia. Ele joga basquete, um esporte que praticou durante seus anos escolares, quando foi membro do time da escola; Obama é canhoto.
Obama é um torcedor do Chicago White Sox, e deu o primeiro lançamento da ALCS de 2005. Em 2009, Obama deu, cerimonialmente, o primeiro arremesso no All Star Game, enquanto vestia uma jaqueta Sox White. Ele também é essencialmente fã do Chicago Bears na NFL, mas, em sua infância e adolescência,  era fã do Pittsburgh Steelers, e, doze dias após assumir a presidência, disse que estava torcendo para o Steelers ganhar a Super Bowl XLIII. Em 2011, convidou o time de 1985 do Chicago Bears para uma visita a Casa Branca; a equipe não tinha visitado a Casa Branca após a vitória do Super Bowl de 1986 devido ao acidente do ônibus espacial Challenger.

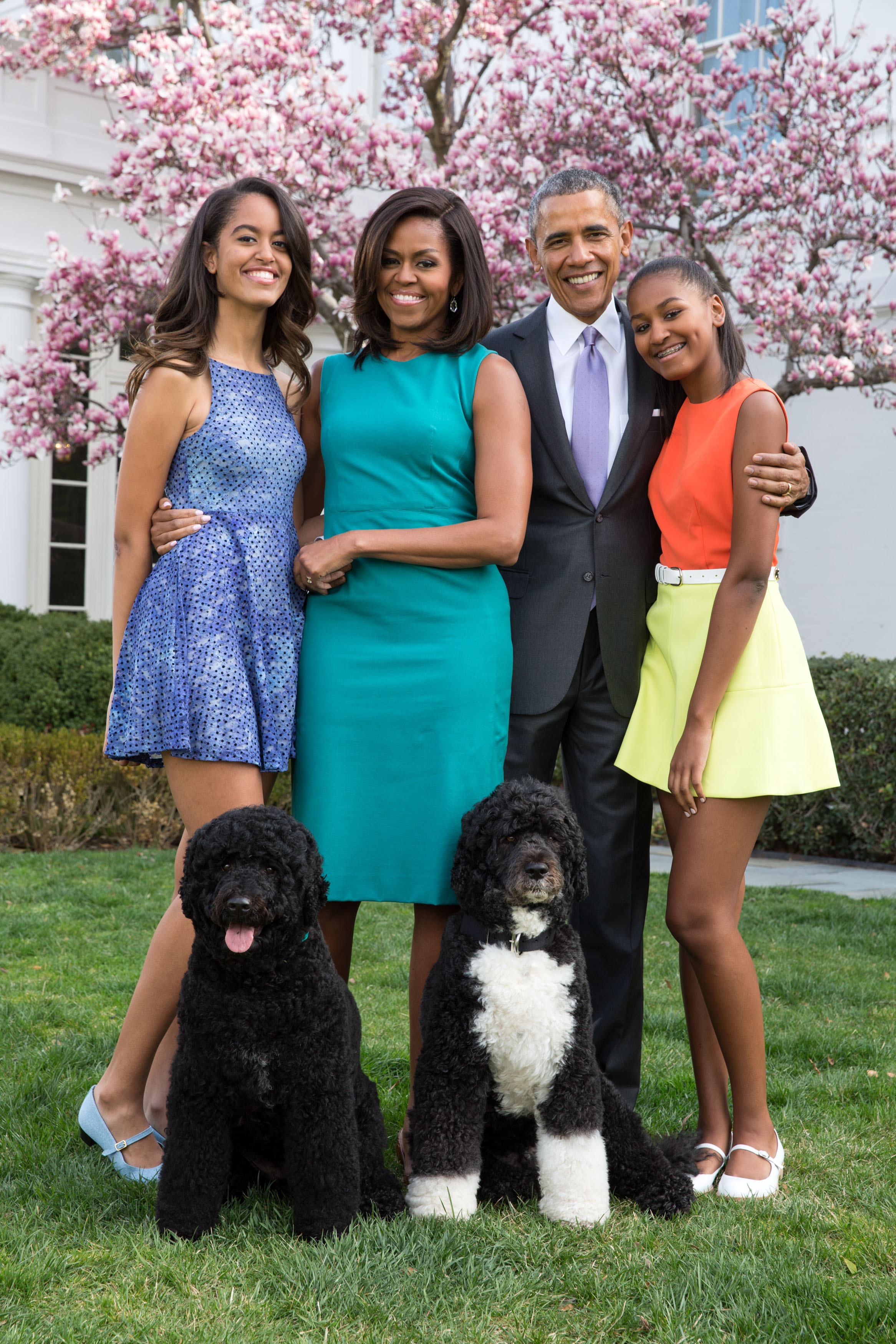
A família Obama com Bo e Sunny no jardim da Casa Branca, em 5 de abril de 2015.

Em junho de 1989, quando foi contratado para um emprego de verão na firma de advocacia Sidley Austin de Chicago, Obama conheceu Michelle Robinson, formada em direito por Harvard e nascida em 1964. Foi atribuído a Michelle a função de ser a mentora de Obama na empresa. Eles começaram a namorar depois do verão, ficaram noivos em 1991, e casaram-se em 3 de outubro de 1992. A primeira filha do casal, Malia Ann, nasceu em 4 de julho de 1998, seguida por uma segunda filha, Natasha (conhecida como "Sasha"), em 10 de junho de 2001. Quando eles se mudaram para Washington, D.C., em janeiro de 2009, as meninas começaram a estudar na escola particular Sidwell Friends. Em 2016, escreveu um ensaio para a Glamour no qual descreveu como suas filhas e a presidência fizeram dele um feminista.
Os Obama possuem dois cães de água português: o mais velho, que recebeu o nome de Bo, foi dado de presente pelo senador Ted Kennedy; o outro, que é uma fêmea da mesma raça de Bo, nasceu em junho de 2012 e recebeu o nome de Sunny.
Obama tentou parar de fumar várias vezes, chegando a fazer uso da terapia de reposição de nicotina. Em seu primeiro exame médico como presidente, seu médico o aconselhou para que parasse de fumar, apesar de ter considerado Obama em perfeito estado de saúde. No início de 2010, Michelle Obama disse que o marido tinha conseguido parar de fumar.

### Patrimônio e residências
Aplicando o dinheiro recebido do negócio de um livro, a família Obama mudou-se em 2005 de um condomínio em Hyde Park, Chicago, para uma casa de $1,6 milhão no bairro vizinho de Kenwood. A compra de um lote vizinho e venda de parte dele para Obama, feita pela esposa do empresário, doador de campanha e amigo Tony Rezko atraiu a atenção da mídia por causa da acusação e, posteriormente, pela condenação de Rezko por fraudes e corrupção, que não estavam relacionadas com Obama.
Em dezembro de 2007, a revista Money estimou o patrimônio líquido da família Obama em 1,3 milhão. Sua declaração de impostos de 2009 mostrou uma renda familiar de 5,5 milhões de dólares—acima dos cerca de 4,2 milhões em 2007 e 1,6 milhão em 2005—devido, principalmente, a um forte aumento nas vendas de seus livros. Em 2010 sua renda foi de 1,7 milhão, doando 14% para organizações sem fins lucrativos. De acordo com os seus dados financeiros divulgados em 2012, o patrimônio pessoal de Obama poderia chegar até 10 milhões.
Após Barack deixar a presidência e o casal assinar os contratos para publicar suas memórias e produzir conteúdo para a Netflix, a avaliação do patrimônio da família variou de 40 milhões para 135 milhões de dólares. A mansão que os Obama compraram em Kalorama custou 8 milhões, enquanto que a mansão de férias que possuíam, localizada na ilha Martha’s Vineyard, foi vendida por 15 milhões.

### Religião

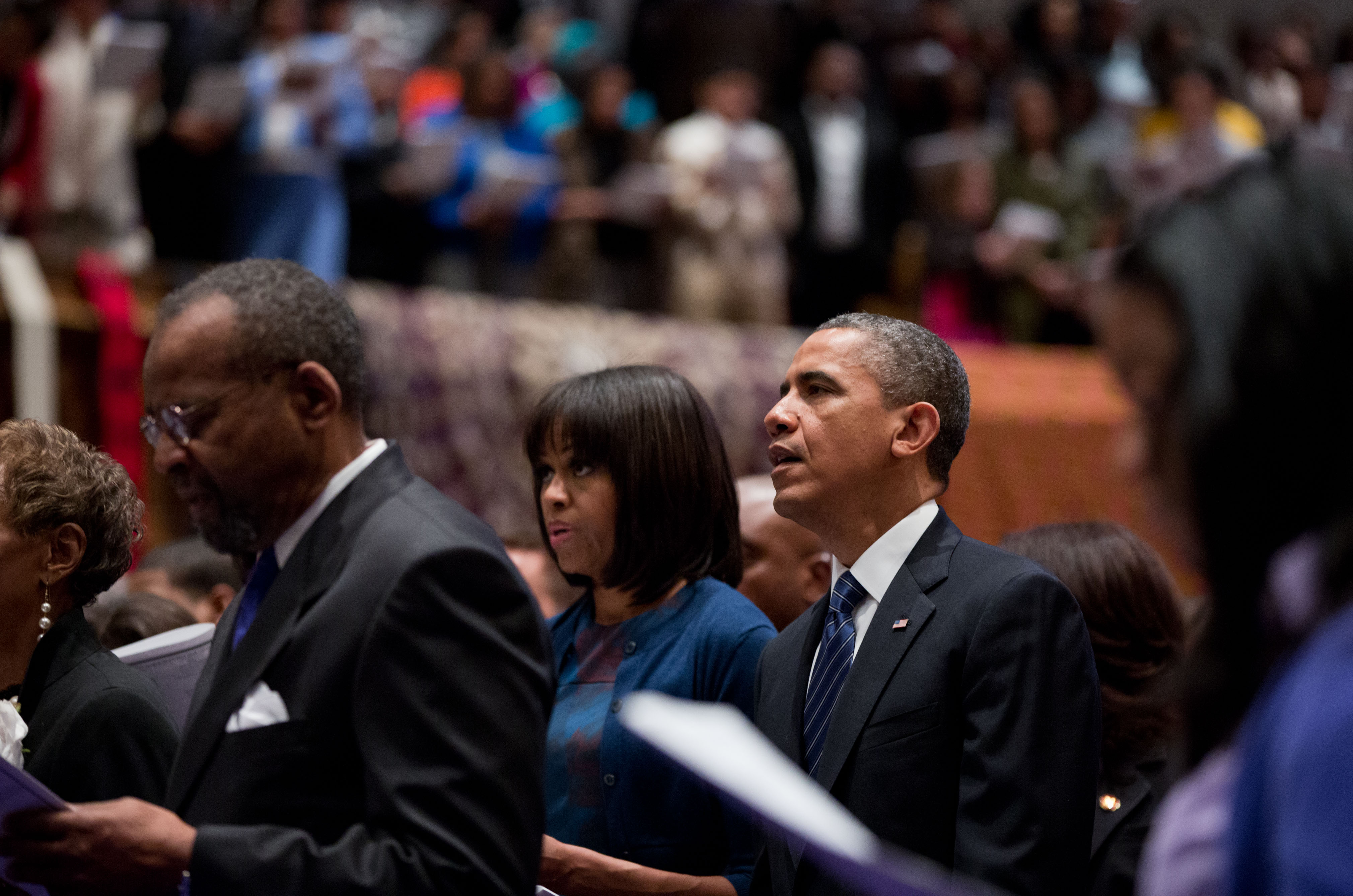
Barack e Michelle Obama em um culto na Igreja Episcopal Metodista Africana em Washington, D.C. em janeiro de 2013.

Obama é um cristão protestante cujas opiniões religiosas se desenvolveram em sua vida adulta. Obama escreveu em The Audacity of Hope que "não foi criado numa família religiosa" e descreveu sua mãe, criada por pais não-religiosos, como sendo "em muitos aspectos a pessoa mais desperta espiritualmente que eu já conheci". Ele descreveu seu pai como um "ateu confirmado" no momento em que seus pais se conheceram, e seu padrasto como "um homem que via a religião como não particularmente útil". Obama explicou que, ao trabalhar com igrejas negras como um organizador comunitário enquanto tinha seus vinte anos, ele passou a entender "o poder da tradição religiosa afro-americana para estimular a mudança social".
Em janeiro de 2008, Obama disse ao Christianity Today: "Sou cristão, e um cristão devoto. Acredito na morte redentora e na ressurreição de Jesus Cristo. Eu creio que a fé me dá um caminho para ser purificado do pecado e ter a vida eterna". Em 27 de setembro de 2010, ao ser perguntado sobre porque era um cristão, respondeu: "Sou um cristão por escolha. Minha família não é – francamente, não eram pessoas que iam à igreja todas as semanas. E minha mãe era uma das pessoas mais espirituais que eu conheci, mas ela não me criou na igreja. Portanto eu encontrei minha fé cristã mais tarde em minha vida, e foi porque os preceitos de Jesus Cristo me falaram em termos do tipo de vida que eu gostaria de levar – sendo o guarda de meus irmãos e irmãs, tratando os outros como eles me tratariam".
Obama conheceu o pastor Jeremiah Wright, da Igreja da Trindade Unida em Cristo, em outubro de 1987, e tornou-se membro desta igreja em 1992. Ele retirou-se da denominação religiosa em maio de 2008 durante sua primeira campanha presidencial depois que algumas das declarações de Wright foram criticadas. A família Obama frequentou várias igrejas protestantes desde que mudaram-se para Washington, D.C., em 2009, incluindo a  Igreja Batista de Shiloh e a Igreja Episcopal de São João. Depois de um esforço prolongado para encontrar uma igreja para frequentar regularmente em Washington, Obama anunciou em junho de 2009 que seu principal local de culto seria a Capela Evergreen em Camp David.